# Straßenbahn Linz
Die Straßenbahn Linz bildet das Rückgrat des öffentlichen Personennahverkehrs (ÖPNV) in Linz, der Landeshauptstadt von Oberösterreich. Sie verkehrt auf der seltenen Spurweite von 900 Millimetern und wird von den Linz Linien GmbH, einer Tochter der städtischen Linz AG, betrieben. Es verkehren fünf Linien, zwei von ihnen bedienen seit 2011 bzw. 2016 auch die Gemeinden Leonding, Pasching und Traun. Seit 2009 ist auch die Pöstlingbergbahn betrieblich in die Straßenbahn eingebunden. Ergänzend zur Straßenbahn verkehren seit dem Jahr 1928 die städtischen Autobuslinien und seit 1944 außerdem der Oberleitungsbus Linz.

## Strecken- und Liniennetz
Das Straßenbahnnetz besteht im Wesentlichen aus einer in Nord-Süd-Richtung verlaufenden Stammstrecke, die sich an beiden Enden in verschiedene Äste aufteilt. Die Linien verkehren wie folgt:
| 01  | Universität – Auwiesen           | Durchmesserlinie | 14,5 km | 35 Haltestellen | Einrichtungsbetrieb  | Takt: 10 (HVZ 7½) / Sa 15 / So 20 / abends+So Früh 30 min          |
| 02  | Universität – solarCity          | Durchmesserlinie | 18,5 km | 44 Haltestellen | Einrichtungsbetrieb  | Takt: 10 (HVZ 7½) / Sa 15 / So 20 / abends+So Früh 30 min          |
| 03  | Landgutstraße – Trauner Kreuzung | Durchmesserlinie | 10,9 km | 23 Haltestellen | Einrichtungsbetrieb  | Takt: 15 / So 20 / So Früh 30 min (abends tgl. kein Betrieb)       |
| 04  | Landgutstraße – Schloss Traun    | Durchmesserlinie | 12,7 km | 26 Haltestellen | Einrichtungsbetrieb  | Takt: 15 / So 20 / abends+So Früh 30 min                           |
| 50  | Hauptplatz – Pöstlingberg        | Radiallinie      | 04,1 km | 14 Haltestellen | Zweirichtungsbetrieb | Takt: 30 (März–Oktober Sa/So/Fei + Adventsonntage tagsüber 15) min |
| N82 | Universität – solarCity          | Durchmesserlinie | 18,5 km | 44 Haltestellen | Einrichtungsbetrieb  | Takt: 30 min (Nachtlinie, nur an Sa/So/Fei)                        |
| N84 | Hauptbahnhof – Schloss Traun     | Radiallinie      | 9,8 km  | 17 Haltestellen | Einrichtungsbetrieb  | Takt: 30 min (Nachtlinie, nur an Sa/So/Fei)                        |

Ein Großteil des Netzes ist zweigleisig ausgebaut. Ausgenommen sind lediglich eine Engstelle in der Ortsdurchfahrt von Ebelsberg, wo eine Gleisverschlingung angelegt wurde, ein 400 Meter langer Abschnitt in Traun, sowie die von der Linie 50 bediente Pöstlingbergbahn. Ein großer Teil des Netzes verläuft auf eigenem Gleiskörper, vielfach auf Rasengleisen. Im Bereich des Hauptbahnhofes wird die Strecke als U-Straßenbahn in einem Tunnel geführt.
Die Strecke Im Bäckerfeld – Schloss Traun steht im Eigentum der Schiene Oberösterreich GmbH, die diese als StadtRegioTram Traun bezeichnet. Die Linz Linien GmbH ist Eigentümerin der übrigen Strecken, außerdem obliegt ihr die Bedienung des gesamten Straßenbahnnetzes.

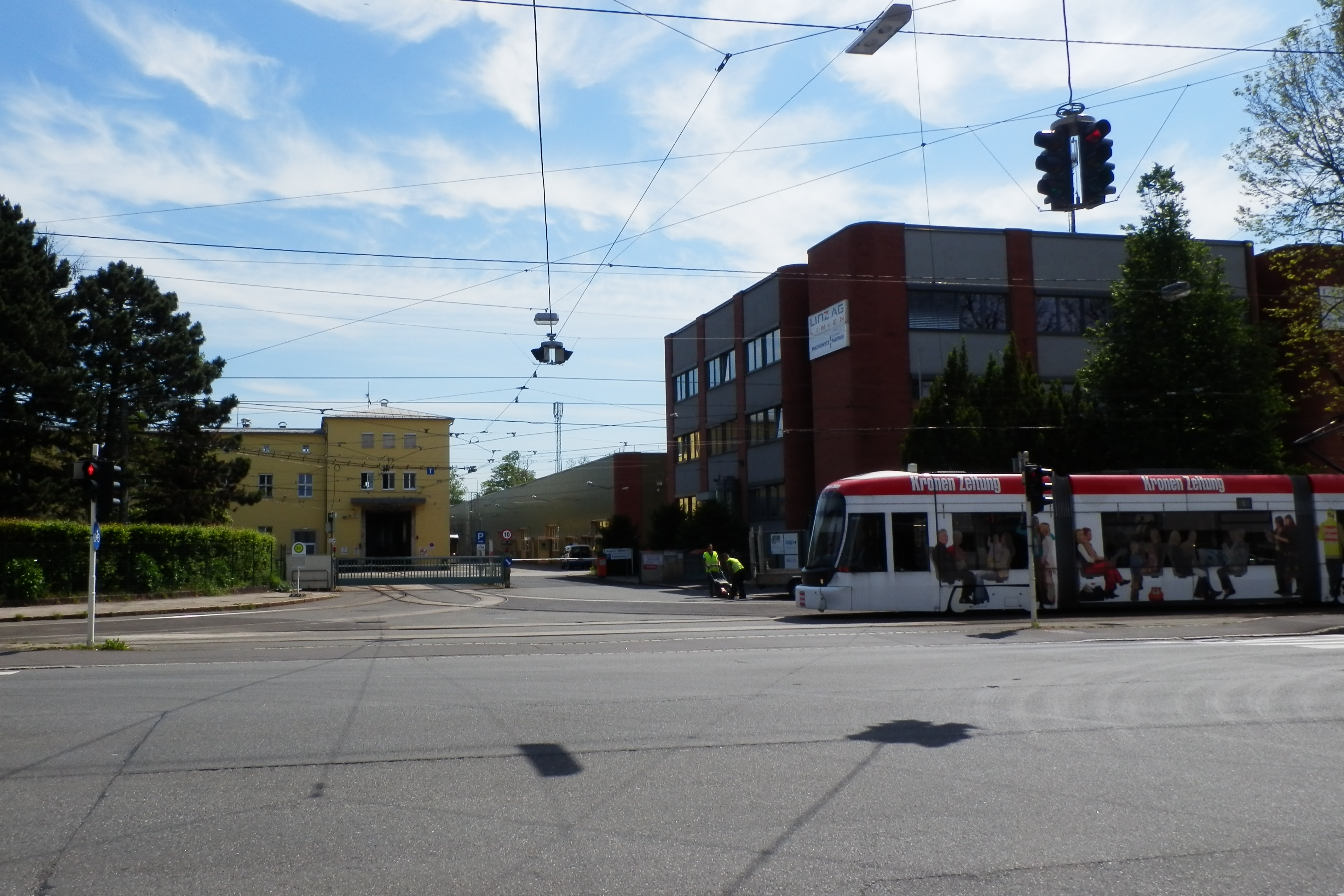
Remise Kleinmünchen

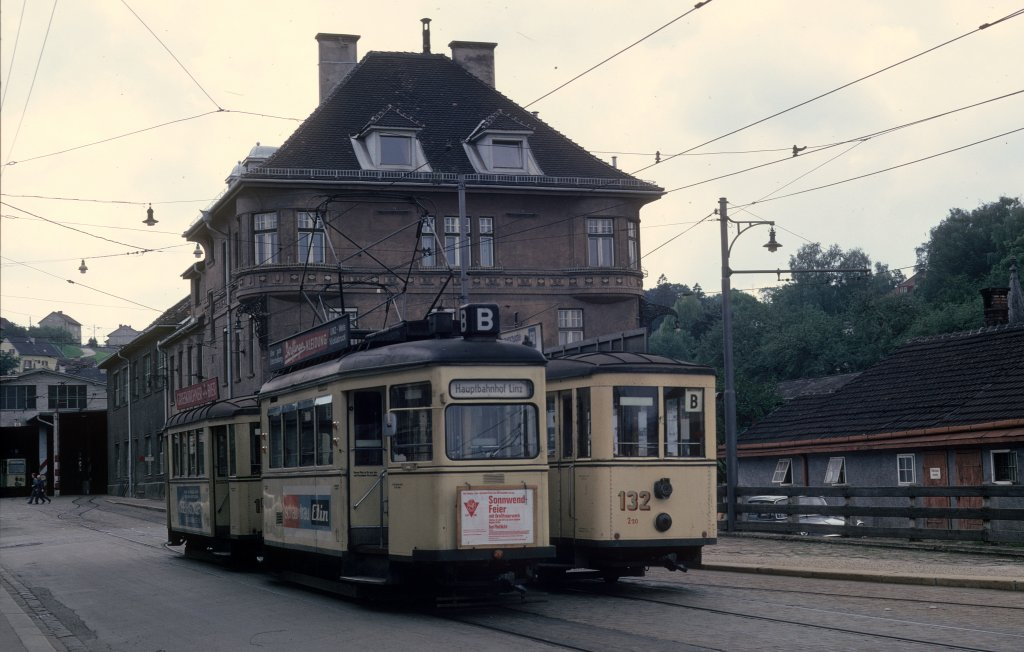
Ehem. Remise Urfahr

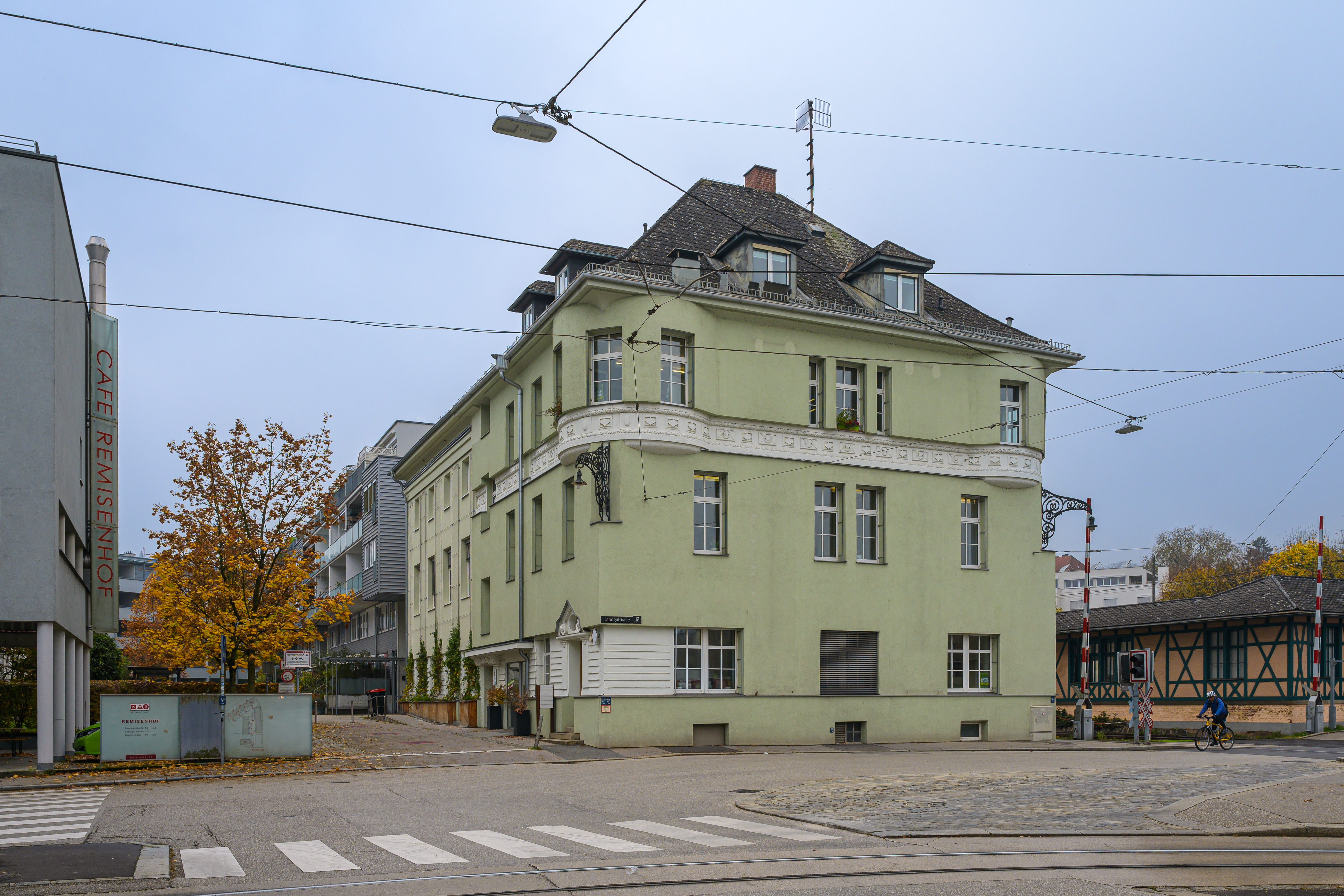
Ehem. Verwaltungsgebäude (Remisehof Urfahr) 2022

Neben den Wendeschleifen an den Endstellen Landgutstraße, Universität, Auwiesen, solarCity, Trauner Kreuzung und Schloss Traun bestehen noch folgende Wendeschleifen:
- St. Magdalena: Betriebsschleife
- Ferihumerstraße: Wendeschleife für Verstärkerfahrten aufgrund des gestiegenen Fahrgastaufkommens wegen des Wegfalls der Eisenbahnbrücke[3]
- Sonnensteinstraße: von 1969 bis 1977 Endpunkt der Linie 1, danach als Abstellplatz für Verstärkerzüge und zum Wenden der Linien 1 und 2 bei Unterbrechung der Innenstadtlinie genutzt
- Hauptbahnhof Nord: vorgesehen zum Wenden der Linien 1, 2, 3 und 4 bei Unterbrechung der Innenstadtlinie, Endpunkt der Linie N84
- Hauptbahnhof Süd: von 2004 bis 2011 Endpunkt der Linie 3, heute Betriebsschleife
- Neue Welt: ab 1943 Endpunkt der damaligen Linie V, heute Betriebsschleife
- Hillerstraße: von 2002 bis 2005 Endpunkt der Linie 2, heute Betriebsschleife
- Remise Kleinmünchen und
- Leonding-Weingartshof

Die Straßenbahn Linz verfügt gegenwärtig über zwei Remisen:
- Remise Kleinmünchen: Wiener Straße gegenüber Denkstraße, durchgehend in Betrieb.
- Remise Weingartshof: Leonding, Welser Straße nächst der Haltestelle Doblerholz. 2011 wurde die Abstellanlage anlässlich der Verlängerung der Linie 3 nach Leonding in Betrieb genommen.
- Remise Urfahr: Landgutstraße beim Bergbahnhof Urfahr, Stilllegung im Jahre 1982, bis auf das Verwaltungsgebäude wurden alle Bauten und Wagenhallen abgebrochen. Heute steht hier die Wohnanlage Remisenhof.

### Stillgelegte Strecken

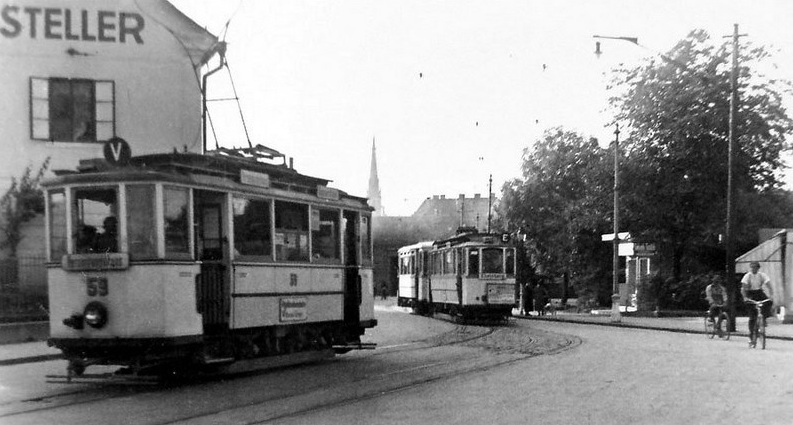
Straßenbahn in der Friedhofstraße

- 1937: Landstraße/Blumauerplatz – Blumauerstraße – Friedhofstraße – Lenaustraße – Anastasius-Grün-Straße – Wiener Straße. Die Strecke wurde 1917 anstelle des niveaugleichen Bahnübergangs in der Wiener Straße mit der Westbahn errichtet und nach Fertigstellung der Unterführung stillgelegt. Diese Strecke wurde zuletzt von den Linien E und V befahren.
- 1968: Handel-Mazzetti-Straße/Weingartshofstraße – Handel-Mazzetti-Straße – Waldeggstraße – Stockhofstraße – Herrenstraße – Rudigierstraße – Mozartstraße – Weißenwolffstraße – Garnisonstraße. Diese Strecke wurde von der Linie M befahren.
- 1973: Wiener Straße/Spinnereistraße – Wiener Straße – Fadingerplatz. Diese Strecke wurde von der Linie E befahren. 2002 wurde sie für die neue Linie 2 wiedererrichtet.
- 2001: Bahnhofstraße/Volksgartenstraße – Bahnhofstraße – Hauptbahnhof/Bahnhofplatz. Diese Strecke wurde im Zuge des Neubaus von Hauptbahnhof und Landesdienstleistungszentrum abgetragen und in die Kärntnerstraße verlegt. Sie wurde zuletzt von der Linie 3 befahren.
- 2004: Strecke Landstraße/Scharitzerstraße – Wiener Straße – Bulgariplatz. Diese Strecke wurde bis zur Eröffnung der unterirdischen Streckenführung über Hauptbahnhof zuletzt von den Linien 1 und 2 befahren.
- 2004: Strecke Landstraße/Scharitzerstraße – Bahnhofstraße – Kärntnerstraße – Hauptbahnhof (Schleife im Park). Diese Strecke wurde bis zur Eröffnung der unterirdischen Streckenführung von der Linie 3 befahren.[4]

### Ehemalige Straßenbahnhaltestellen
- 1937: Friedhofstraße (zuletzt Linien E, H, V; Strecke aufgelassen aufgrund der Eröffnung der Westbahnunterführung Wiener Straße)
- 1968: Haltestellen der aufgelassenen Linie M: Auerspergplatz und Dametzstraße (beide an Kreuzung mit Stockhofstraße), Garnisonstraße und Gruberstraße (beide an Kreuzung mit Weißenwolffstraße), Karl-Wiser-Straße (an Kreuzung mit Stockhofstraße), Märzenkeller (an Kreuzung Stockhofstraße/Beethovenstraße), Mozartschule (an Kreuzung Mozartstraße/Dinghoferstraße), Neuer Dom (an Kreuzung Rudigierstraße/Domplatz) und Weingartshofstraße (an Kreuzung Handel-Mazzetti-Straße/Weingartshofstraße)
- 1969: Hotel Achleitner (zuletzt Linien B, E, V; als Ersatz wurde die Haltestelle Rudolfstraße errichtet)
- 1973: Traunbrücke (zuletzt Linie E)
- 1979: Hauptplatz Klosterstraße (zuletzt Linien 1, 2, 3;  als Ersatz wurde die zweite Haltestelle Hauptplatz von der Kreuzung Donaulände/Nibelungenbrücke an den heutigen Standort Höhe Rathausgasse verlegt)
- ca. 1980: Oberfeldstraße (zuletzt Linien 1, 2) und Chance (zuletzt Linie 3; Kreuzung Bahnhofstraße/Coulinstraße Fahrtrichtung Hauptbahnhof)
- 1985: Spinnereistraße (zuletzt Linie 1; mit Verlängerung der Linie 1 nach Auwiesen aufgelassen, Haltestelle Simonystraße neu errichtet)
- 2004: Blumauerplatz (zuletzt der Linien 1, 2, 3; mit Inbetriebnahme der Tunnelstrecke zum Hauptbahnhof aufgelassen)

Einzelne Haltestellen hatten früher andere Namen, dazu gehören insbesondere folgende Haltestellen:
- JKU|Universität (frühere Namen: Auhof, Universität)
- Landgutstraße (früherer Name: Bergbahnhof Urfahr)
- Bruckneruniversität (frühere Namen: Merkursiedlung, Hagen)
- Turmstraße (frühere Namen: Versorgungshaus, VOEST-Alpine)

## Fahrzeuge

### Gegenwärtiger Bestand
Der Fahrzeugpark besteht Mitte 2012 aus 68 Triebwagen vier verschiedener Typen, davon sind 65 niederflurig:
| Anzahl | Bild | Nummern           | Baujahre        | Typ                           | Hersteller                | niederflurig | Bauart                | Anmerkung |
| ------ | ---- | ----------------- | --------------- | ----------------------------- | ------------------------- | ------------ | --------------------- | --- |
| 33     |      | 001–033           | 2002–2008       | Cityrunner, erste Generation  | Bombardier Transportation | ja           | Einrichtungsfahrzeug  | |
| 29     |      | 060–082 083–088   | 2011–2012, 2015 | Cityrunner, zweite Generation | Bombardier Transportation | ja           | Einrichtungsfahrzeug  | Die ersten 23 Triebwagen wurden zur Ablöse der Gelenktriebwagen der 3. Generation sowie wegen der Erweiterung des Streckennetzes nach Leonding beschafft. Die Nachbestellung weiterer sechs Triebwägen war auf Grund der Verlängerung nach Traun notwendig. |
| 04     |      | 501–504           | 2009–2011       | Mountainrunner                | Bombardier Transportation | ja           | Zweirichtungsfahrzeug | 501-503 wurden 2009 geliefert, 504 wurde 2010 dazubestellt und 2011 geliefert |
| 03     |      | VIII, X, XI       | 1948–1959       |                               | ESG                       | nein         | Zweirichtungsfahrzeug | Alle drei Fahrzeuge 2009 modernisiert und von 1000 auf 900 Millimeter umgespurt |
| 01     |      | A                 | 1954            |                               | ESG                       | nein         | Zweirichtungsfahrzeug | Arbeitswagen |
| 01     |      | TW 6, BW 111, 109 | 1950            |                               | SGP/ ESG                  | nein         | Zweirichtungsfahrzeug | Zweiachser-Triebwagen der letzten Generation mit 2 Beiwagen; für Sonderfahrten |

Die vier 2009 und 2011 ausgelieferten Mountainrunner für die Pöstlingbergbahn sind eine Variante des Cityrunners. Der Kaufpreis der 23 Cityrunner der zweiten Generation betrug rund 69 Millionen Euro.

### Ehemaliger Bestand

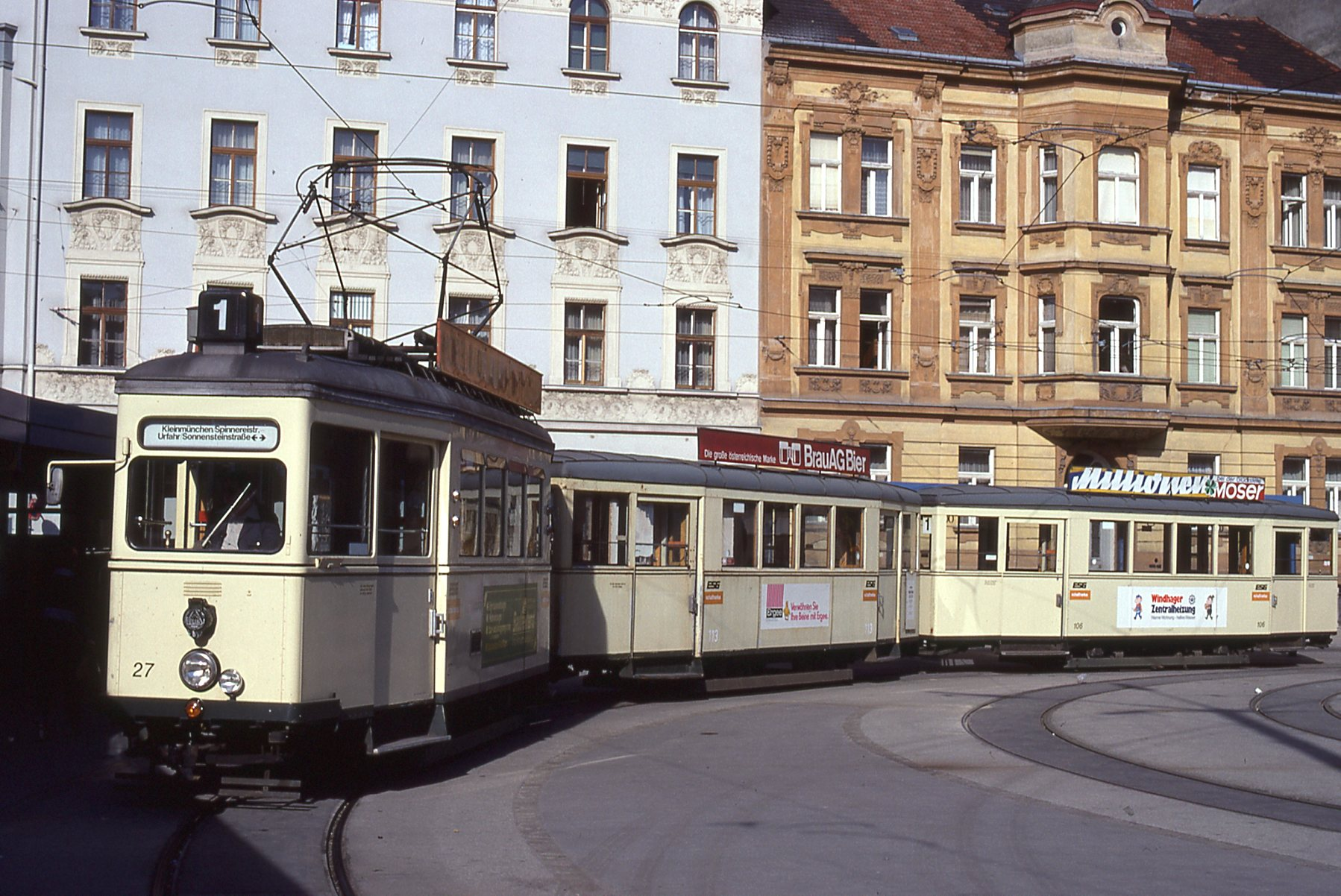
Dreiteilige Zweiachser-Garnitur auf Linie 1, 1977
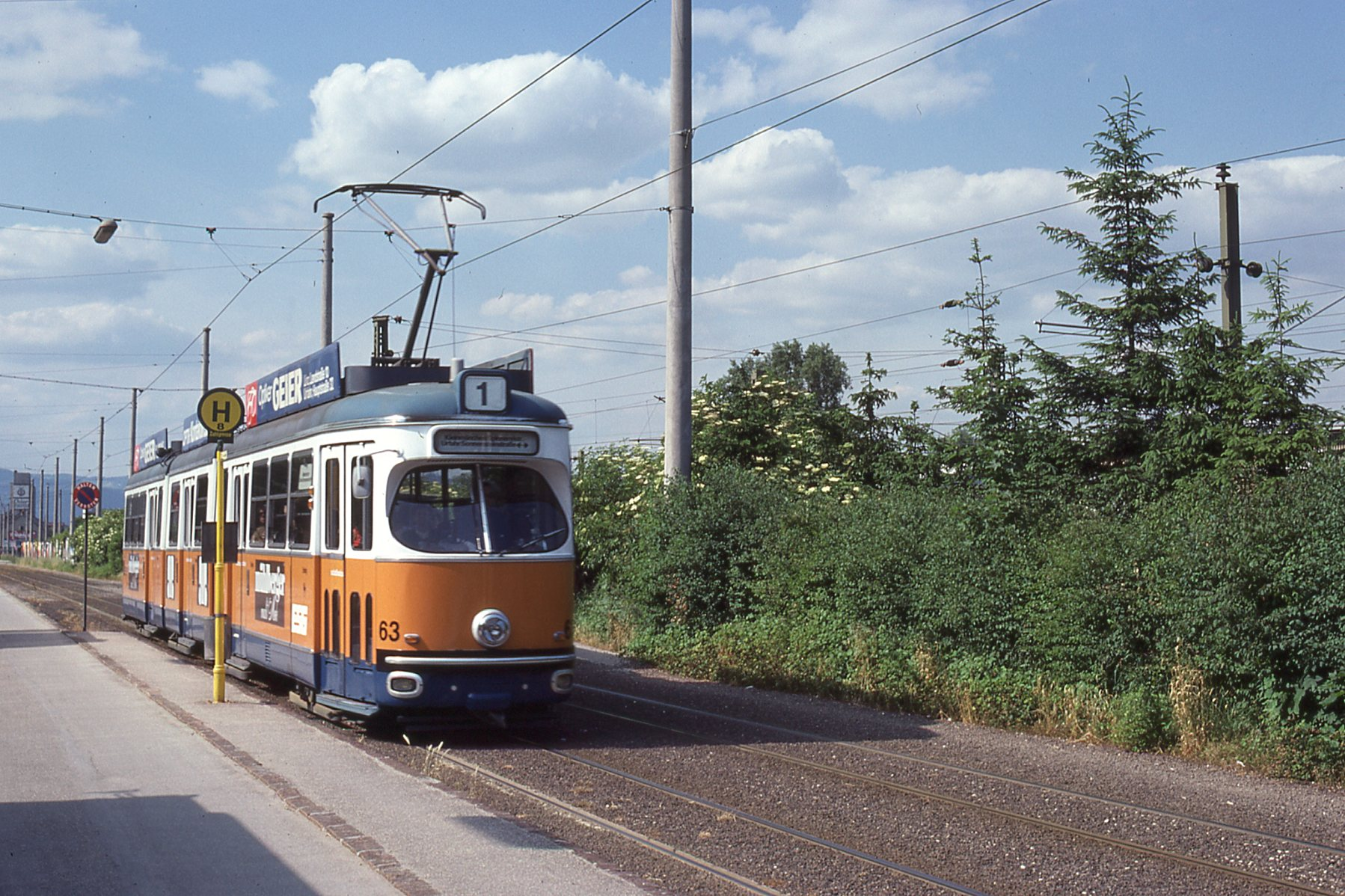
1. Gelenkwagenserie: Lohner-Triebwagen 63, 1977
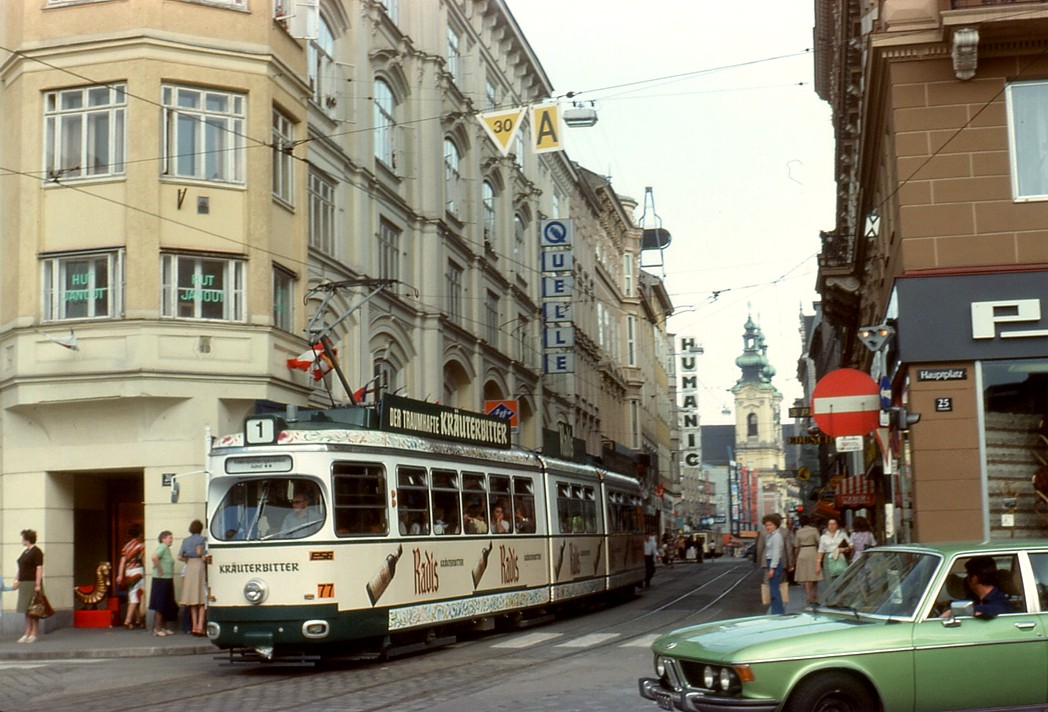
2. Gelenkwagenserie: Wagen 77 auf Linie 1, 1978
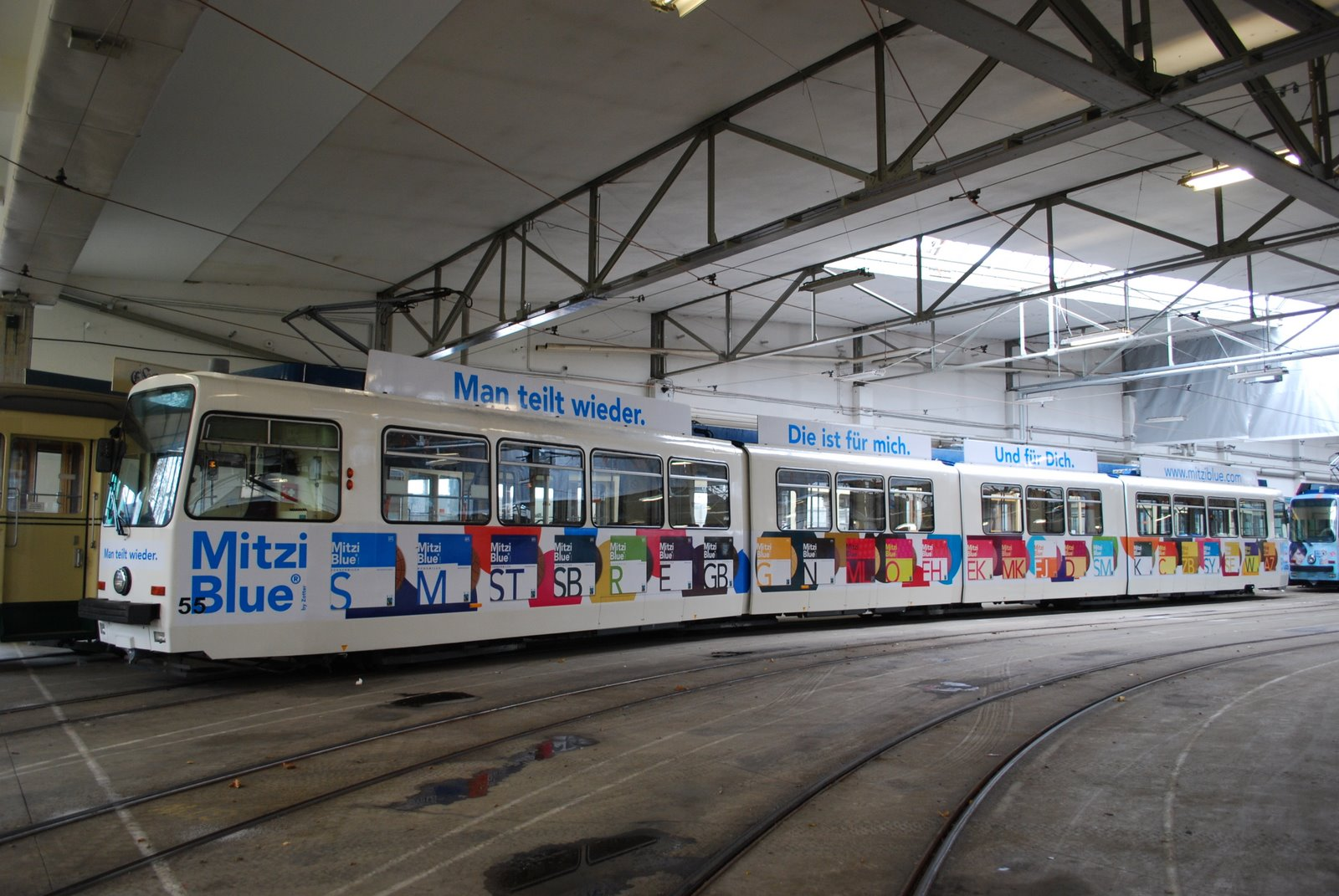
3. Gelenkwagenserie: Wagen 55 in Remise

Zweiachser mit Beiwagen
Es gab früher einige verschiedene zweiachsige Trieb- und Beiwagen, viele waren Eigen(um)bau der ESG. Die letzte Serie wurde mit Inbetriebnahme der Dritten Gelenkwagenserie 1985/86 ausgemustert. Mindestens ein Dreiwagenzug der letzten Serie wurde für museale Zwecke und Sonderfahrten erhalten.
Erste Gelenkwagenserie
Die sieben sechsachsigen Gelenktriebwagen der ersten Serie entsprechen konstruktiv dem Duewag-Einheitswagen und wurden zwischen 1970 und 1972 von den Lohner-Werken gebaut. Sie trugen die Betriebsnummern 61 bis 67 und wurden in den Jahren 1973 und 1974 zu Achtachsern verlängert. 2004 stellte man sie ab, unter anderem da eine Nachrüstung für den Tunneleinsatz nicht mehr rentabel war. Bis genügend Cityrunner vorhanden waren, durften sie mit einer Ausnahmegenehmigung im Tunnel fahren. Inzwischen sind alle Wagen dieser Serie verschrottet worden, zuletzt Triebwagen 64 im Jahr 2016.
Weitere acht Wagen, sie waren von Beginn an Achtachser, folgten 1971 und 1972 mit den Betriebsnummern 81 bis 88.
Zweite Gelenkwagenserie
Bei der zweiten Gelenkwagenserie handelte es sich um zwölf 1977 gebaute Achtachser von Bombardier-Rotax und Siemens. Sie trugen die Betriebsnummern 68 bis 79 und wurden in den Jahren 1979 und 1980 zu Zehnachsern verlängert. Alle Wagen dieser Serie wurden 2008 verschrottet.
Dritte Gelenkwagenserie
Die dritte Gelenkwagengeneration bestand aus 16 Zehnachsern mit den Nummern 41 bis 56. Sie waren mit der 600er-Reihe der Straßenbahn Graz verwandt, wurden in den Jahren 1985 und 1986 von Bombardier beziehungsweise Siemens gebaut und waren die letzten Hochflurwagen der Linzer Straßenbahn. Von ihren beiden Vorgängerbaureihen unterschieden sie sich vor allem durch das kantige Design. Alle Fahrzeuge wurden in den Jahren 2011 und 2012 verschrottet, nachdem sie ebenfalls durch modernere Niederflurfahrzeuge ersetzt wurden.

## Betrieb
Bei der Linzer Straßenbahn wird auf Sicht gefahren, nur in der Tunnelstrecke gibt es Blocksignale.
Die Bahnen verkehren normalerweise von 4:00 bis 24:00 Uhr. Vom 27. Februar 2009 bis zum 11. Dezember 2016 gab es eine Nachtlinie mit der Bezeichnung N1, die in den frühen Morgenstunden zwischen 0:00 und 4:00 Uhr an Samstagen, Sonntagen und Feiertagen im 30-Minuten-Takt verkehrte. Sie befuhr die Strecke der Linie 1. Seit 17. Dezember 2016 verkehren um diese Zeit im gleichen Intervall die Linien N82 und N84. Sie befahren die Strecke der Linie 2 (Universität – solarCity) bzw. den Südast der Linie 4 (Hauptbahnhof – Schloss Traun).
In den Jahren 1995/96 wurde schrittweise ein Rechnergesteuertes Betriebsleitsystem (RBL) in Betrieb genommen. Dieses überwacht nicht nur die Straßenbahn-, sondern auch alle Autobus- und Oberleitungsbus-Linien. Alle Busse und Straßenbahnwagen melden über Funk ihre aktuelle Position an die Leitstelle in der Fichtenstraße (ursprünglich in Kleinmünchen), die dadurch einen Überblick über die aktuelle Betriebssituation hat. Die Informationen aus dem RBL werden auch für eine Dynamische Fahrgastinformation (DFI) an den Haltestellen genutzt: Displays zeigen die Wartezeit bis zum Eintreffen des nächsten Straßenbahnzuges beziehungsweise Autobusses für jede Linie getrennt an. Seit dem Sommer 2024 kann diese Information an Haltestellen ohne DFI durch das Abscannen eines QR-Codes über Smartphones abgerufen werden.
Die Haltestellenansagen wurden von 2005 bis 2024 von Hans Hainzl gesprochen.

## Geschichte

### Anfänge

Triebwagen 4 bei der Endstation Urfahr-Bergbahn

Zugbegegnung in der Landstraße

Die Anfänge der Linzer Straßenbahn reichen ins Jahr 1880 zurück, als eine Pferdetramway vom Hauptbahnhof, damals „Westbahnhof“ genannt, nach Urfahr zum heutigen Hinsenkampplatz eröffnet wurde. 1895 wurde die Pferdetramway zum Mühlkreisbahnhof verlängert.
Im Jahr 1897 wurde einem Konsortium unter Leitung der k.k. priv. Länderbank die Konzession für eine „mit elektrischer Kraft zu betreibenden schmalspurigen Kleinbahn von Linz nach Urfahr und von da auf den Pöstlingberg“ erteilt, die die bestehende Pferdetramway übernehmen sollte. Entsprechend der Konzessionsbedingungen gründete das Konsortium die Tramway- und Elektrizitätsgesellschaft Linz-Urfahr für Bau und Betrieb der Bahn. Bereits am 31. Juli 1897 nahm die – wie die Pferdetramway – mit einer Spurweite von 900 Millimetern ausgeführte innerstädtische Strecke ihren Betrieb auf. Im folgenden Jahr konnte die von Beginn an elektrisch betriebene Pöstlingbergbahn eröffnet werden, die jedoch in Meterspur ausgeführt wurde.
Schon bald nach der Elektrifizierung wurde das Projekt einer Straßenbahn vom Blumauerplatz nach Ebelsberg in Angriff genommen. Die Teilstrecke nach Kleinmünchen wurde 1902 konzessioniert und als vorerst eingleisige Strecke eröffnet. Allerdings endete sie auf der Nordseite der hölzernen Traunbrücke in Kleinmünchen, weil letztere für die schweren Straßenbahnwagen nicht geeignet war. Mit dieser Netzerweiterung entstand jene lange Nord-Süd-Linie, entlang der sich die Stadt weiterentwickelte und die ihr den Spitznamen Linz an der Tramway eintrug.
Kurz vor Ausbruch des Ersten Weltkriegs konnte die Querlinie, die spätere Linie M, von der Waldeggstraße zur Weißenwolffstraße eröffnet werden. Diese teilweise eingleisige Line kreuzte die Nord-Südlinie bei der Mozartkreuzung. 1919 wurde sie im Osten bis zur Garnisonstraße verlängert, wo ehemalige Kasernen zu Wohnbauten umfunktioniert wurden. 1932 folgte eine kurze Verlängerung im Westen in die Handel-Mazzetti-Straße.
1919 wurden zur besseren Orientierung Liniensignale eingeführt: „B“ (Bahnhofslinie) für die Linie Bergbahnhof Urfahr–Hauptbahnhof, „E“ für die Linie nach Ebelsberg und „M“ (M = Mozartstraße) für die Querlinie. Details siehe Abschnitt Linienbezeichnungen.
Bereits 1917 war die Linie nach Ebelsberg im Bereich der Kreuzung mit der Westbahn aus der Wiener Straße zu einer neu gebauten Unterführung bei der Friedhofstraße verlegt worden (Friedhofslinie). Als 1937 auch in der Wiener Straße eine Unterführung gebaut wurde, konnte die Linie E wieder zurückverlegt werden.
Mit dem Bau einer neuen Traunbrücke in Kleinmünchen konnte die Straßenbahn 1929 endlich bis Ebelsberg verlängert werden. Am Fadingerplatz wurde ein direkter Gleisanschluss zur Florianerbahn hergestellt. Eine Zeit lang verkehrten sogar direkte Straßenbahnbeiwagen („Kurswagen“) von Urfahr bis Sankt Florian. Die Wagen der Florianerbahn konnten dagegen wegen zu großer Breite nicht im Linzer Straßenbahnnetz verkehren.
Nach dem „Anschluss“ an das Deutsche Reich mussten die Straßenbahnwagen an die deutschen Vorschriften (BOStrab) angepasst werden. Im Juli 1938 wurde in Linz die Rechtsfahrordnung eingeführt. Wegen des Baus der Hermann Göring-Werke stieg der Verkehr in der Wiener Straße stark an, weshalb man 1943 die Strecke Blumauerplatz–Neue Welt zweigleisig ausbaute und in der Neuen Welt die erste Umkehrschleife im Linzer Straßenbahnnetz eröffnete. Nach Kriegsende dauerte es vier Monate, bis das gesamte Straßenbahnnetz wieder befahren werden konnte. Der Verkehr über die Nibelungenbrücke war durch die Demarkationslinie zwischen amerikanischer und sowjetischer Besatzungszone behindert. Die Fahrgäste mussten zu Fuß durch die amerikanische Kontrolle am Südende und die sowjetische Kontrolle am Nordende gehen. Die Straßenbahnen fuhren leer über die Brücke.

### Zurückdrängung der Straßenbahn
Das Jahr 1968 brachte das Ende für die Linie M. Sie war in einigen engen Straßen dem Individualverkehr im Weg, außerdem scheute man offensichtlich die geplante Verlängerung zum Hauptbahnhof wegen der nötigen Querung der Linzer Lokalbahn.
Trotz der Stilllegung der Linie M bedeutete das Jahr 1968 keineswegs den Anfang vom Ende der Linzer Straßenbahn. In diesem Jahr wurden nämlich bei den Lohner-Werken in Wien die ersten Gelenktriebwagen bestellt und damit die Modernisierung der Straßenbahn eingeleitet. Für den Einsatz der Gelenktriebwagen mussten neue Umkehrschleifen gebaut werden. In Urfahr entstand die Schleife Sonnensteinstraße, die gleichzeitig als Umsteigeknoten zu den nach Norden führenden Buslinien diente. In Kleinmünchen baute man die Schleife bei der Spinnereistraße. Da die Gelenktriebwagen nicht bis Ebelsberg durchfahren konnten, stellte ein Pendeltriebwagen den Anschluss her.
1973 wurde in Kleinmünchen mit dem Bau einer neuen Traunbrücke begonnen. Aus Kostengründen entschied die Stadt, die Straßenbahn nicht über die neue Brücke zu führen. Die Straßenbahnverbindung nach Ebelsberg war damit unterbrochen. Für kurze Zeit verkehrte die Straßenbahn bis zur Nordseite der Brücke, dann wurde die Strecke Spinnereistraße–Traunbrücke eingestellt. Die Florianerbahn verlor damit den direkten Straßenbahnanschluss, was ihre Einstellung begünstigte.

### 1970er und 1980er Jahre: Neubaustrecken zur Universität und nach Auwiesen

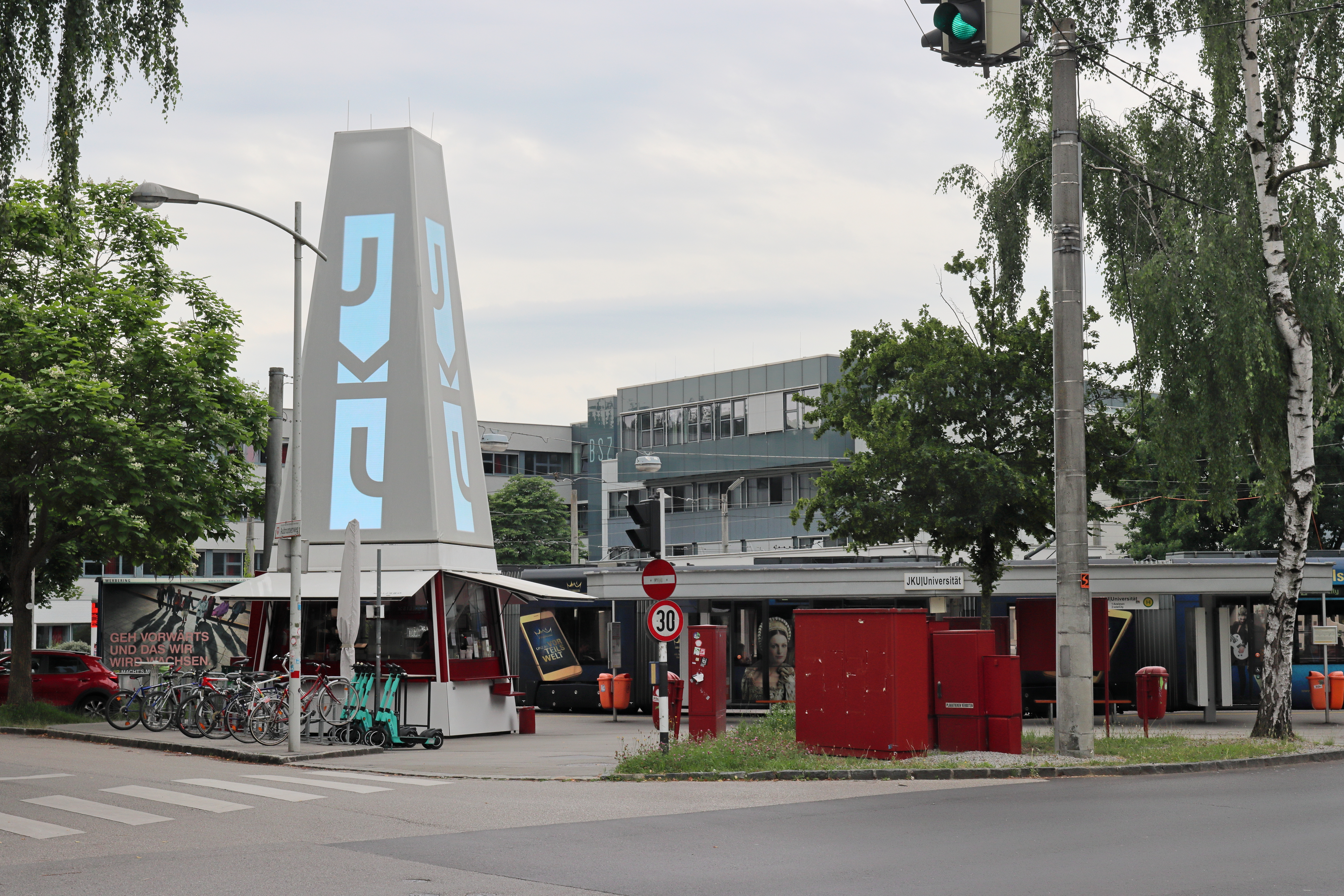
Haltestelle JKU Universität

Das Jahr 1977 brachte die erste bedeutende Netzerweiterung. Im Norden wurde die mehr als 5 km lange, Neubaustrecke von der Sonnensteinstraße bis zur Universität eröffnet. Diese wird von der Linie 1, seit ihrer Einrichtung im Jahr 2005 auch von der Linie 2 bedient. Die Neubaustrecke verläuft von Höhe Sonnensteinstraße entlang der Ferihumerstraße. An deren Ende kreuzte sie niveaugleich die nicht elektrifizierte Linzer Verbindungsbahn; diese Kreuzung wurde 2016 mit der Auflassung dieses Abschnitts der Verbindungsbahn entfernt. Die Straßenbahn folgt dann der Linken Brückenstraße, der Leonfeldner Straße, der Ferdinand Markl-Straße und der Altenberger Straße bis zur Johannes Kepler Universität. Die Neubaustrecke verläuft fast ausschließlich auf eigenem Bahnkörper mit Rasengleisen, der Großteil der Kreuzungen ist mit zuggesteuerten Ampelanlagen gesichert. Dieser Ausbauzustand war Vorbild für die weiteren Netzerweiterungen.
Im Jahr 1985 wurde im Süden eine neue Strecke nach Auwiesen eröffnet, die von der Linie 1 bedient wird. Die rund 1,5 km lange Neubaustrecke beginnt an der Kreuzung Wiener Straße/Simnoystraße. Von dort verläuft sie auf eigenem Gleiskörper, zuerst entlang der Simnoystraße, dann entlang der Auwiesenstraße bis zur Schleife in Auwiesen.

### 2000er Jahre: Mini U-Bahn, Strecke nach Ebelsberg und Pöstlingbergbahn

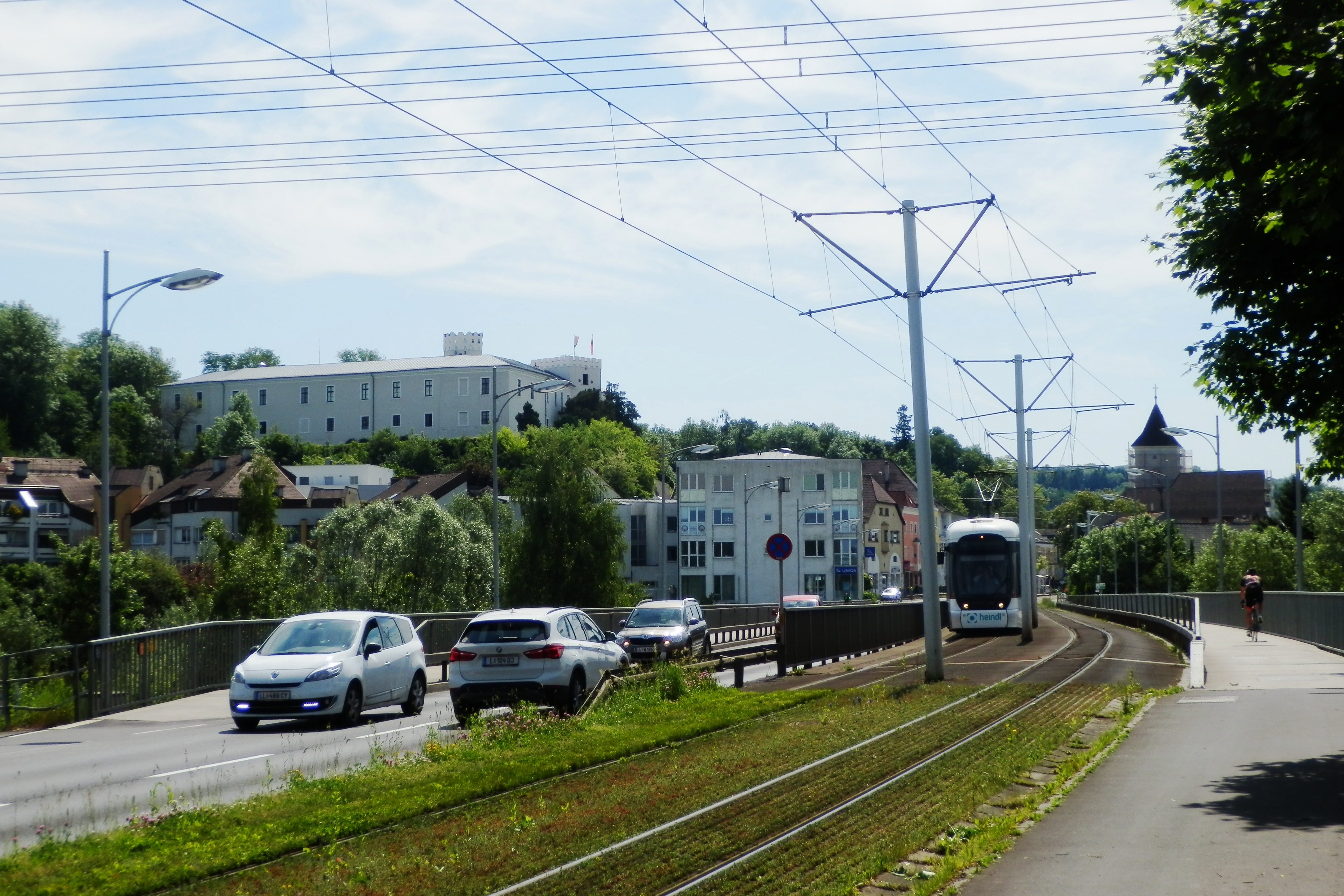
Für Linie 2 umgebaute Traunbrücke
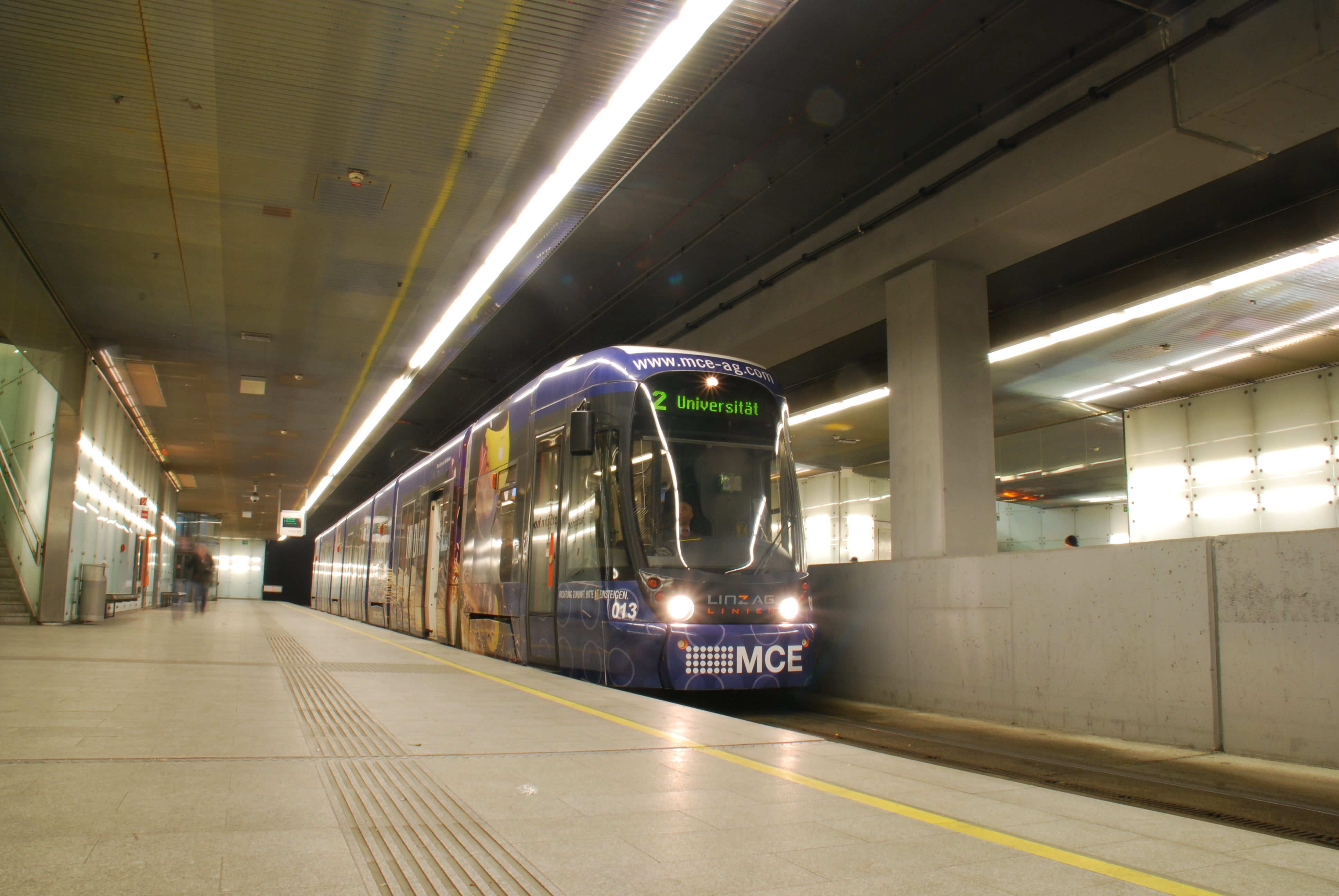
Haltestelle unter Hauptbahnhof
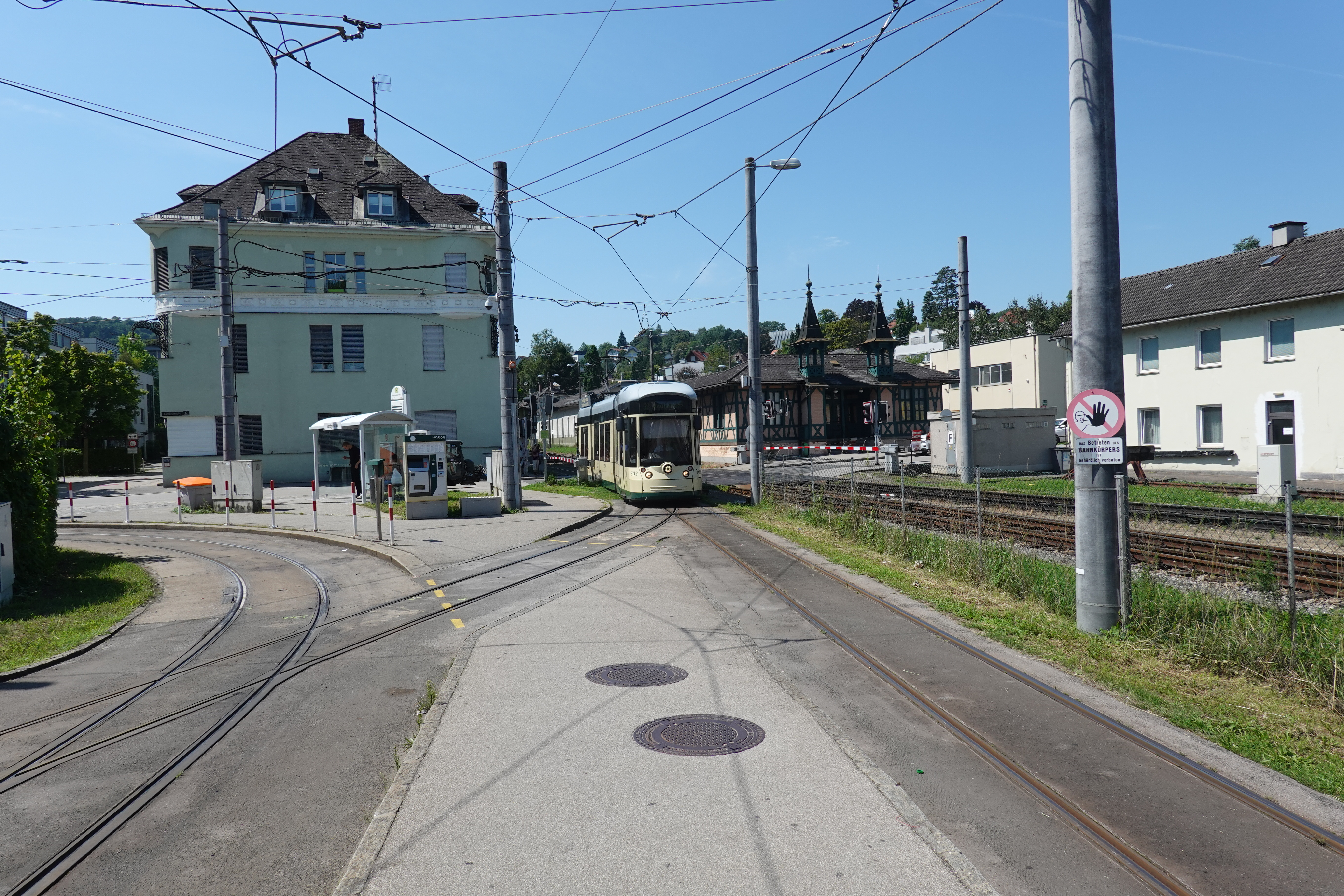
Verknüpfung Pöstlingbergbahn und Straßenbahn mit Bergbahnhof
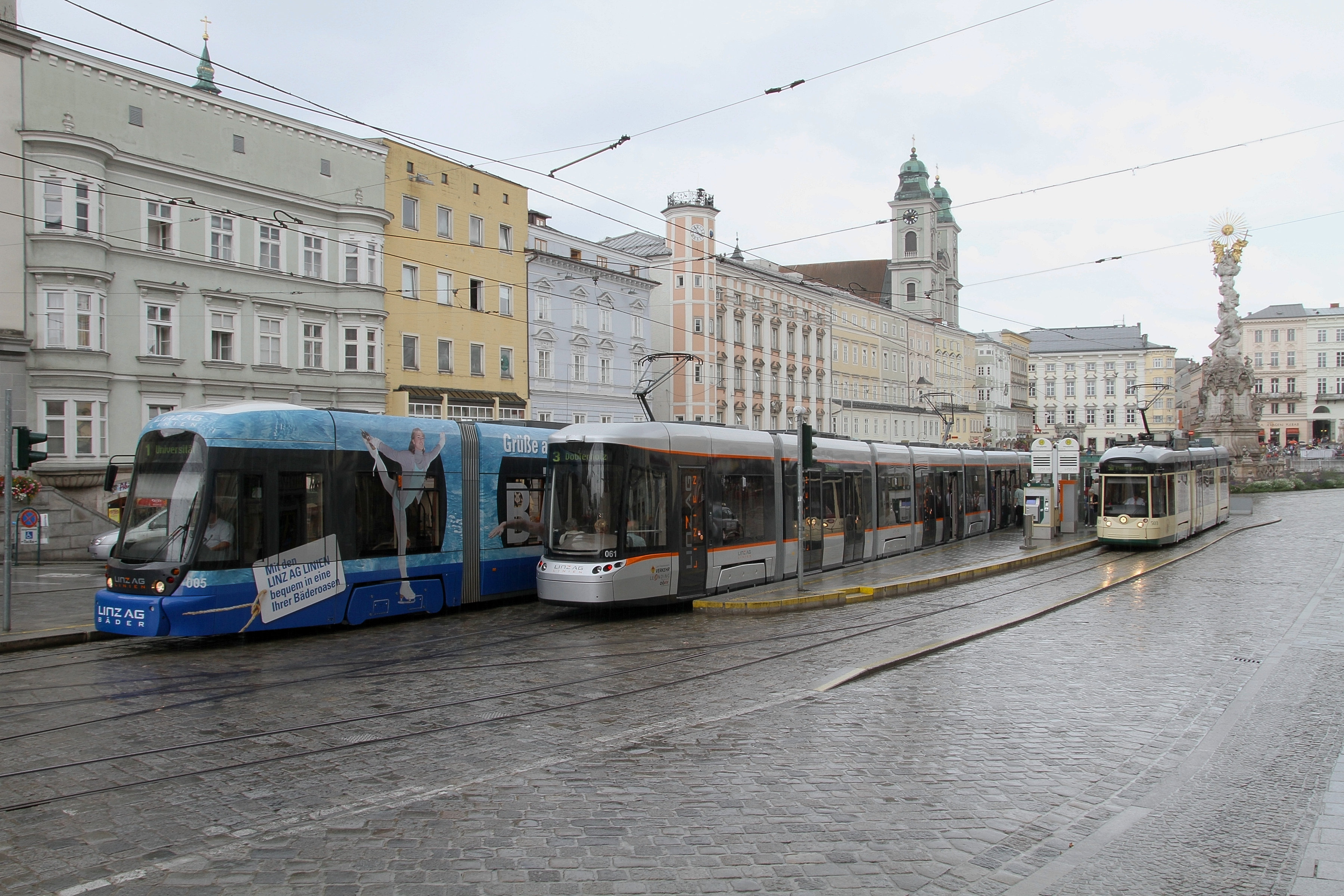
Zwei Generationen von Cityrunnern auf dem Linzer Hauptplatz, rechts die Pöstlingbergbahn

Die nächste Erweiterung brachte die Straßenbahn – nach 29 Jahren Unterbrechung – wieder nach Ebelsberg. Die rund 3,6 km lange neue Strecke führt, vom Abzweig der Strecke nach Auwiesen beginnend, der Wiener Straße entlang in den Stadtteil Ebelsberg. Zur Querung der Traun nutzt die Straßenbahn die ab 1973 errichtete Traunbrücke. Dafür entfielen zwei der vier Fahrstreifen für den Straßenverkehr, was nach Eröffnung der Umfahrung Ebelsberg vertretbar schien. Die Strecke wurde über den früheren Endpunkt Fadingerplatz hinaus bis zur Hillerstraße geführt. Am 2. April 2002 wurde die neue Strecke eröffnet. Sie wird von der neuen Linie 2 bedient, die von der Universität bis zur Abzweigung bei der Simonystraße dieselbe Strecke bedient, wie die Linie 1. Am 2. September 2005 wurde die 2,3 km lange Verlängerung der Strecke in die neu gebaute solarCity freigegeben, die ebenfalls von der Linie 2 bedient wird.
In den frühen 2000er Jahren wurde der Linzer Hauptbahnhof durch einen Neubau ersetzt. Dabei sollte er insbesondere durch eine Einbeziehung der Linzer Lokalbahn und durch eine bessere Anbindung an die Straßenbahn zur „Nahverkehrsdrehscheibe Linz“ ausgebaut werden. Zuvor wurde der Hauptbahnhof nur von der Linie 3 bedient, während die nach Auwiesen und Ebelsberg verkehrenden Linien 1 und 2 rund 500 m an diesem vorbei fuhren. Im Rahmen des Projekts wurde der Abschnitt von Kreuzung Landstraße/Scharitzerstraße bis zum Bulgariplatz in einen 1.492 m langen und als Mini-U-Bahn bezeichneten Tunnel verlegt, der nach Westen verschwenkt und so an den Hauptbahnhof angebunden wurde. Im Tunnel befinden sich die Haltestellen Hauptbahnhof und Unionkreuzung. Der Halt Herz-Jesu-Kirche ist unter Straßenniveau, aber nicht komplett überdacht. Die Linien 1 und 2 bedienten die gesamte Tunnelstrecke, die Linie 3 nur die Strecke von der Landstraße bis zum Hauptbahnhof, wo sich im Tunnel auch Umkehrschleifen befinden. Baubeginn war im Juli 2001, Planungen dazu gab es seit den 1970er Jahren. Ende August 2004 wurde die neue Strecke eröffnet. Das Projekt kostete rund 77 Mio. Euro.
Am 29. Mai 2009 erfolgte die Einbindung der Pöstlingbergbahn in das Straßenbahnnetz. Nach einem Unfall im Jänner 2005 wurde beschlossen, die 1897 in Meterspur errichtete Bergbahn zu modernisieren und zugleich auf 900 Millimeter umzuspuren und mit dem Linzer Straßenbahnnetz zu verknüpfen. Die Bauarbeiten erfolgten in den Jahren 2008 und 2009. Seit Abschluss der Bauarbeiten wird die Pöstlingbergbahn von der 4,140 Kilometer langen Linie 50 bedient, die durchgehend zum Hauptplatz in der Linzer Innenstadt verkehrt. Bei der Haltestelle Hauptplatz wurde für die Pöstlingbergbahn ein drittes Gleis errichtet, das als Endhaltestelle dient. Da auf der Pöstlingbergbahn ohnehin Zweirichtungsfahrzeuge verkehren, konnte auf eine Umkehrschleife verzichtet werden. Die Gesamtkosten betrugen 20 Millionen Euro für die neuen Fahrzeuge und 15 Millionen Euro für die Strecke.

### 2010er Jahre: Neubaustrecke bis zum Schloss Traun

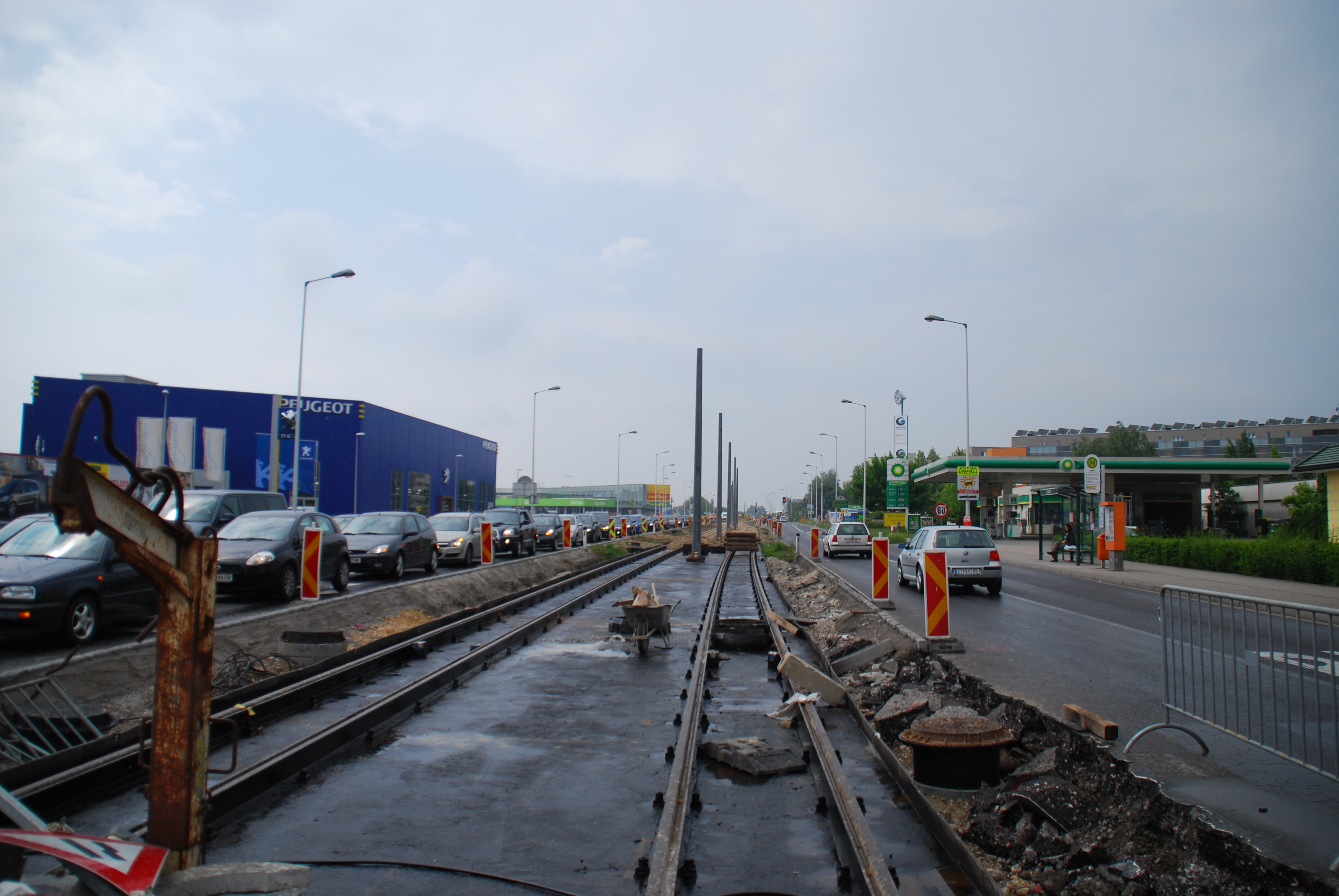
Baustelle für die Linie 3 in Hart, Blickrichtung Doblerholz
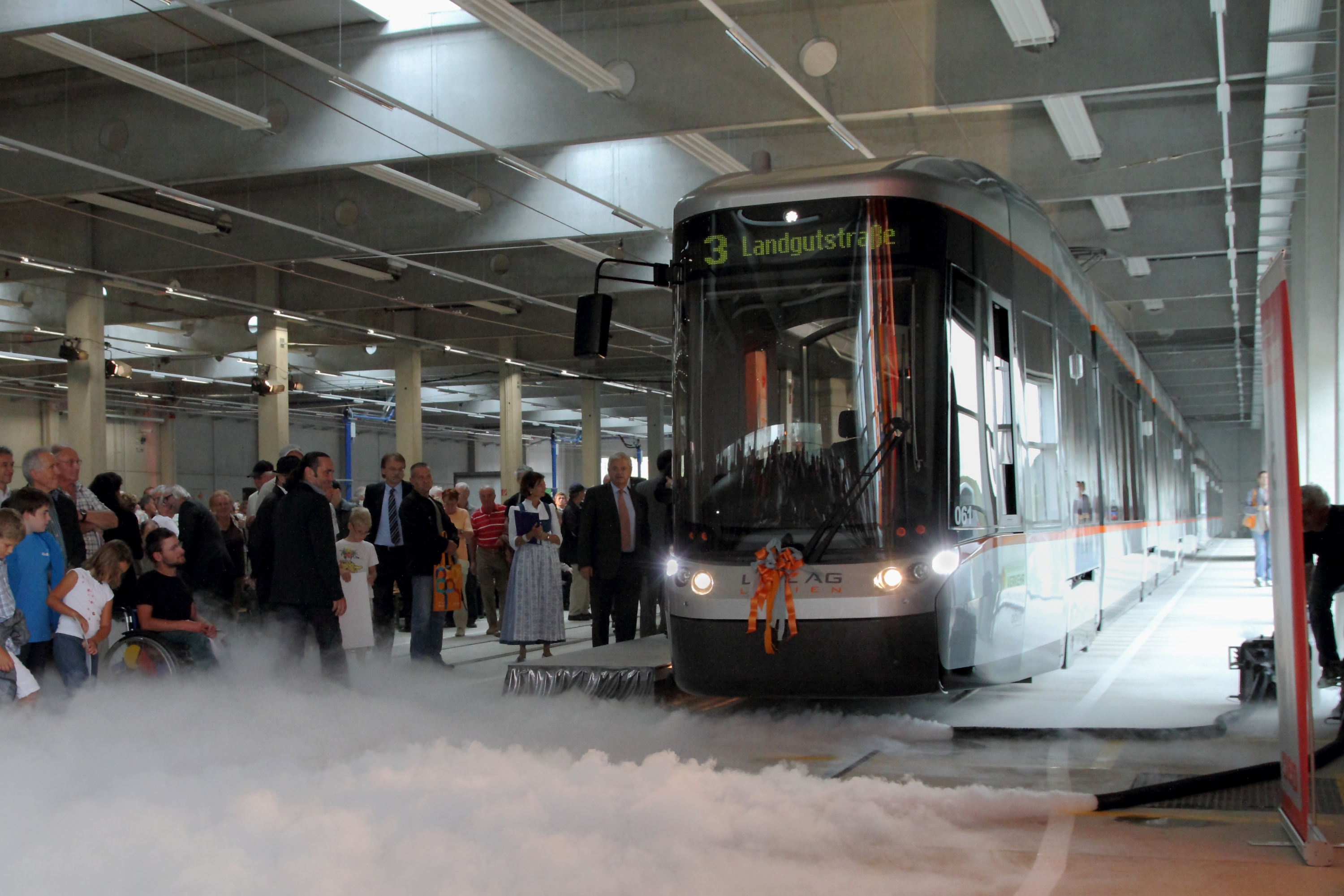
„Rollout“ des Eröffnungszuges in der Remise Weingartshof am 13. August 2011
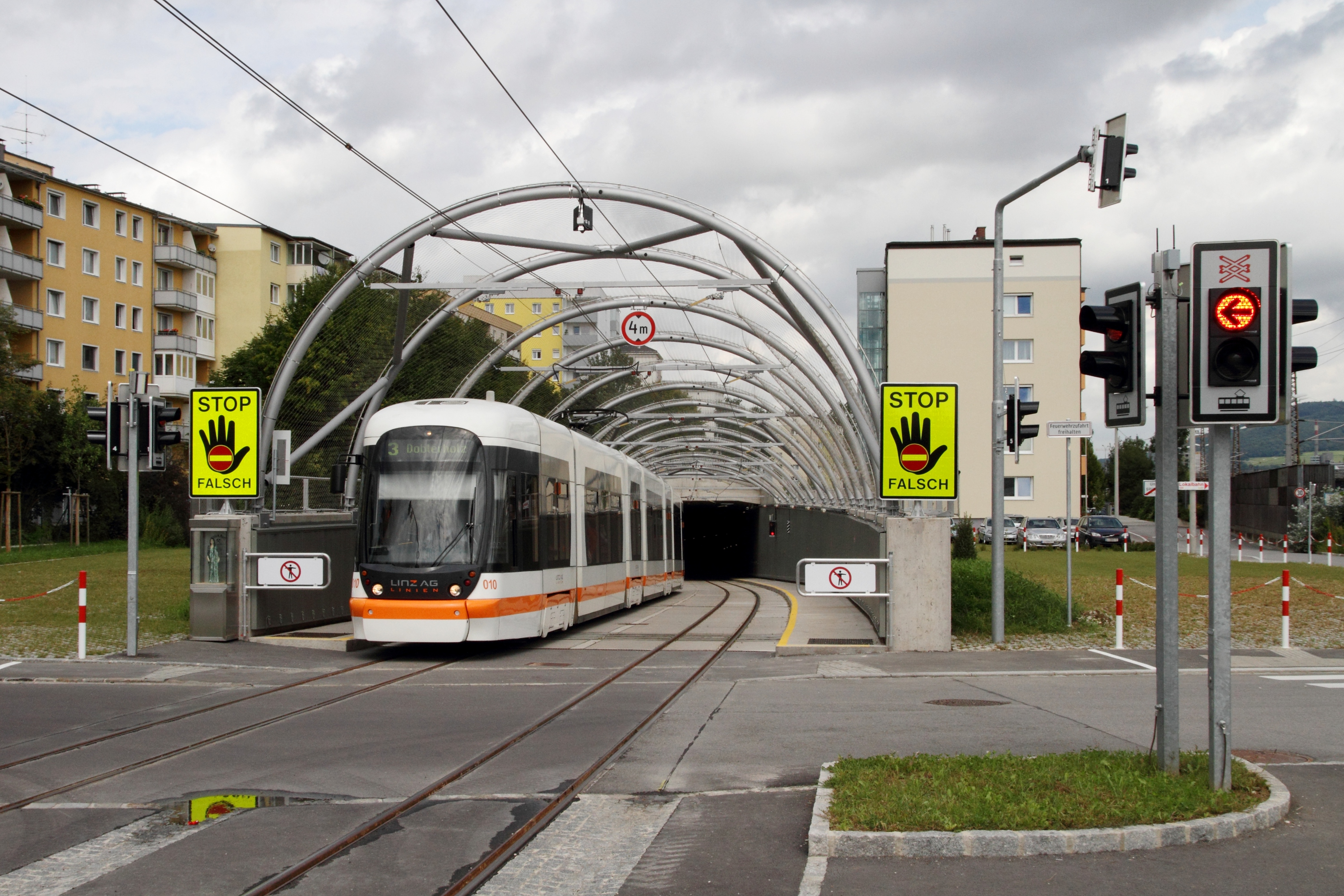
Tunnelportal Untergaumberg
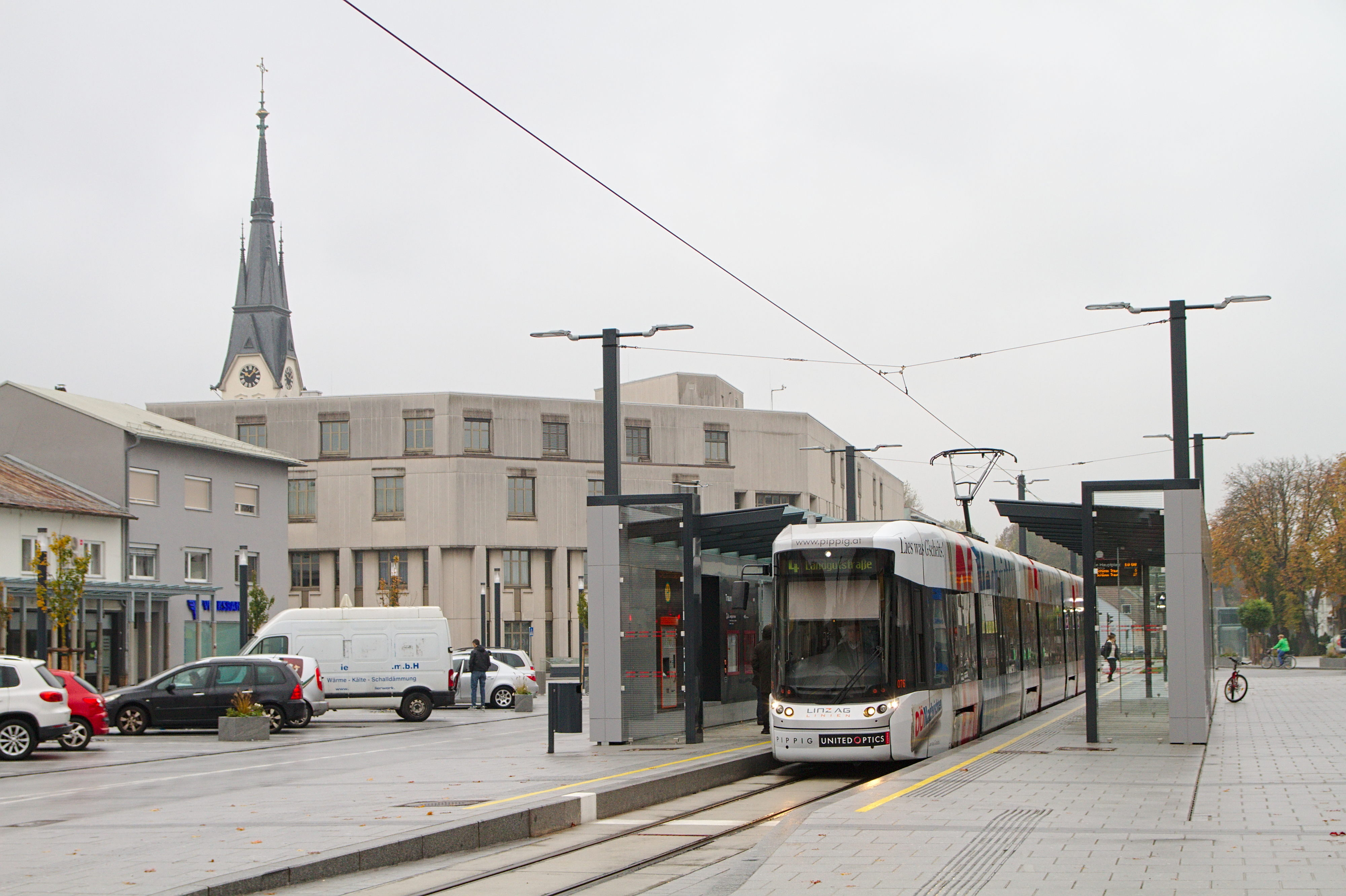
Haltestelle der Linie 4 am Trauner Hauptplatz
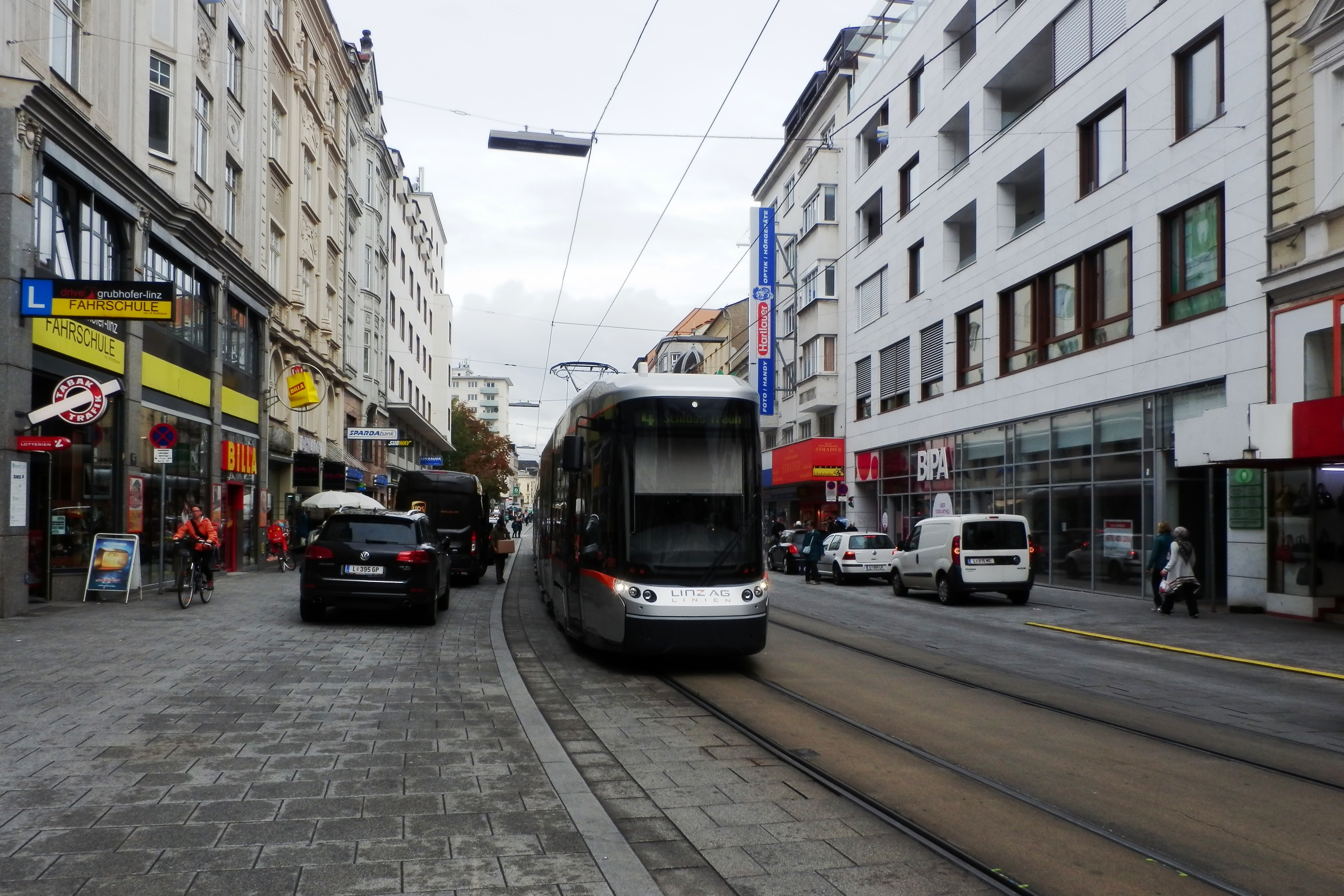
Ein Triebwagen der 2016 eröffneten Linie 4 nach Traun in der Landstraße

Ab dem Jahr 2009 wurde die Straßenbahn nach Traun verlängert. Dieses Projekt wurde in drei Bauabschnitten durchgeführt. Der erste Bauabschnitt reicht vom Hauptbahnhof bis zur Haltestelle Doblerholz. Bei der bestehenden Tunnelhaltestelle am Hauptbahnhof wurden bereits Anschlüsse für Abzweigtunnel berücksichtigt. Die insgesamt 5,3 km lange Trasse führt zunächst im Tunnel bis zur Haltestelle Untergaumberg der Linzer Lokalbahn. Nach Unterquerung der Westbahn schwenkt die Straßenbahn auf die Kremstal Straße B 139 ein, wo beim letzten Straßenausbau bereits ein Mittelstreifen für die Straßenbahn freigehalten wurde (von der Stadtgrenze Linz bis zum Weingartshof). Über das Harter Plateau führt die Trasse zur vorläufigen Endstation Doblerholz. In ihrer unmittelbaren Nähe befindet sich die zugleich errichtete Remise Weingartshof, die für 14 Straßenbahn-Garnituren eingerichtet ist. Bei der Remise befindet sich auch eine Umkehrschleife für die Linie 3, allerdings keine öffentliche Haltestelle. Als Baubeginn für den ersten Bauabschnitt war ursprünglich 2007 geplant, die Strecke sollte Anfang 2009 freigegeben werden. Tatsächlich wurde der Bau im März 2009 begonnen und die Strecke am 13. August 2011 eröffnet.
Die weiteren Bauabschnitte wurden nicht von den Linzer Linien, sondern von der Schiene Oberösterreich errichtet. Der zweite Bauabschnitt umfasste eine Verlängerung von der Remise entlang der B 139 bis zur Trauner Kreuzung. Mit dem Bau wurde wie geplant im April 2014 begonnen, die Verlängerung am 25. Februar 2016 in Betrieb genommen. Der dritte Bauabschnitt bis zum Schloss Traun wurde am 10. September 2016 eröffnet. Dieser Abschnitt wird seitdem von der neu eingerichteten Linie 4 befahren, die ab der Haltestelle Landgutstraße bis nach Traun verkehrt. Neu ist außerdem, dass die Straßenbahnlinie 4 nach Traun zwischen dem Schloss Traun und der Trauner Kreuzung außerhalb der Kernzone Linz liegt und daher nicht mit einem Linzer Kernzonenticket benutzt werden darf.
Hauptproblem für das nur zögerliche Fortschreiten des Projektes war die unterschiedlich ausgeprägte Bereitschaft der durchfahrenen Gemeinden, sich an der Finanzierung zu beteiligen. Dadurch ergab sich auch die aus verkehrspolitischer Sicht wenig sinnvolle Lösung, dass Etappe 1 in Leonding beim Gewerbegebiet Kornstraße/Edtstraße an der Haltestelle Doblerholz endete. Das Einkaufszentrum UNO Shopping ist von dort fast einen Kilometer, das Einkaufszentrum PlusCity fast zwei Kilometer entfernt. Trotzdem war die Eröffnung ein Erfolg, die Fahrgastprognosen wurden bereits nach kurzer Zeit überschritten.

## Linienbezeichnungen
Die ersten Vorläufer von Liniensignalen gab es ab 1895 nach der Verlängerung zum Mühlkreisbahnhof. Da nur jeder zweite Wagen bis zum Mühlkreisbahnhof fuhr markierte man die Wagen wie folgt:
- Weiße Scheibe: Staatsbahnhof–Mühlkreisbahnhof
- Rote Scheibe: Staatsbahnhof–Rudolfstraße

### Buchstabenlinien 1919–1974

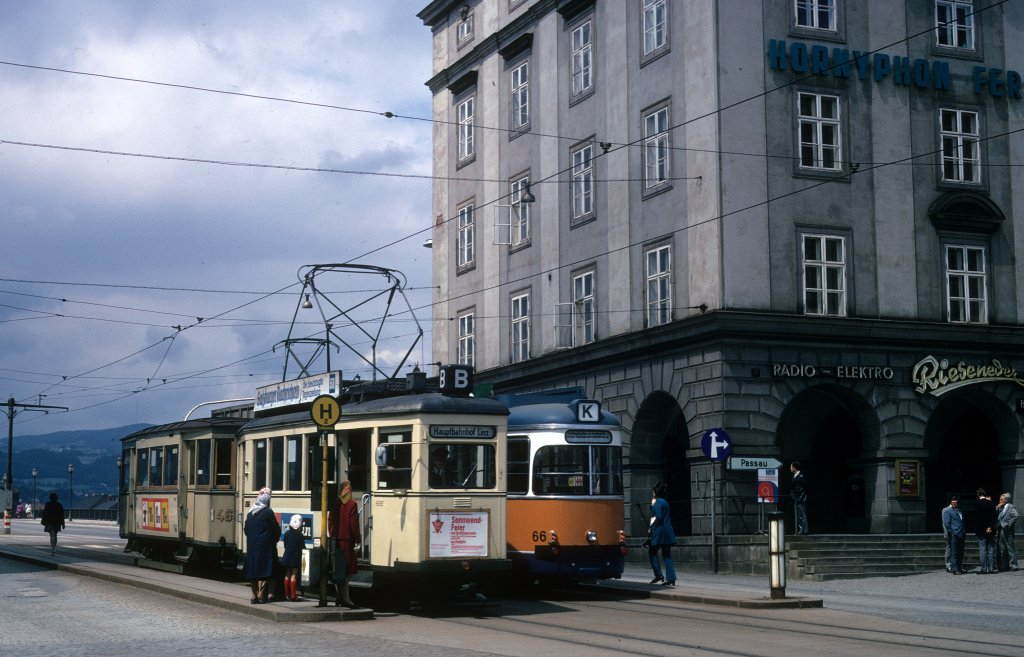
Züge der Linien B und K beim Brückenkopf, 1971

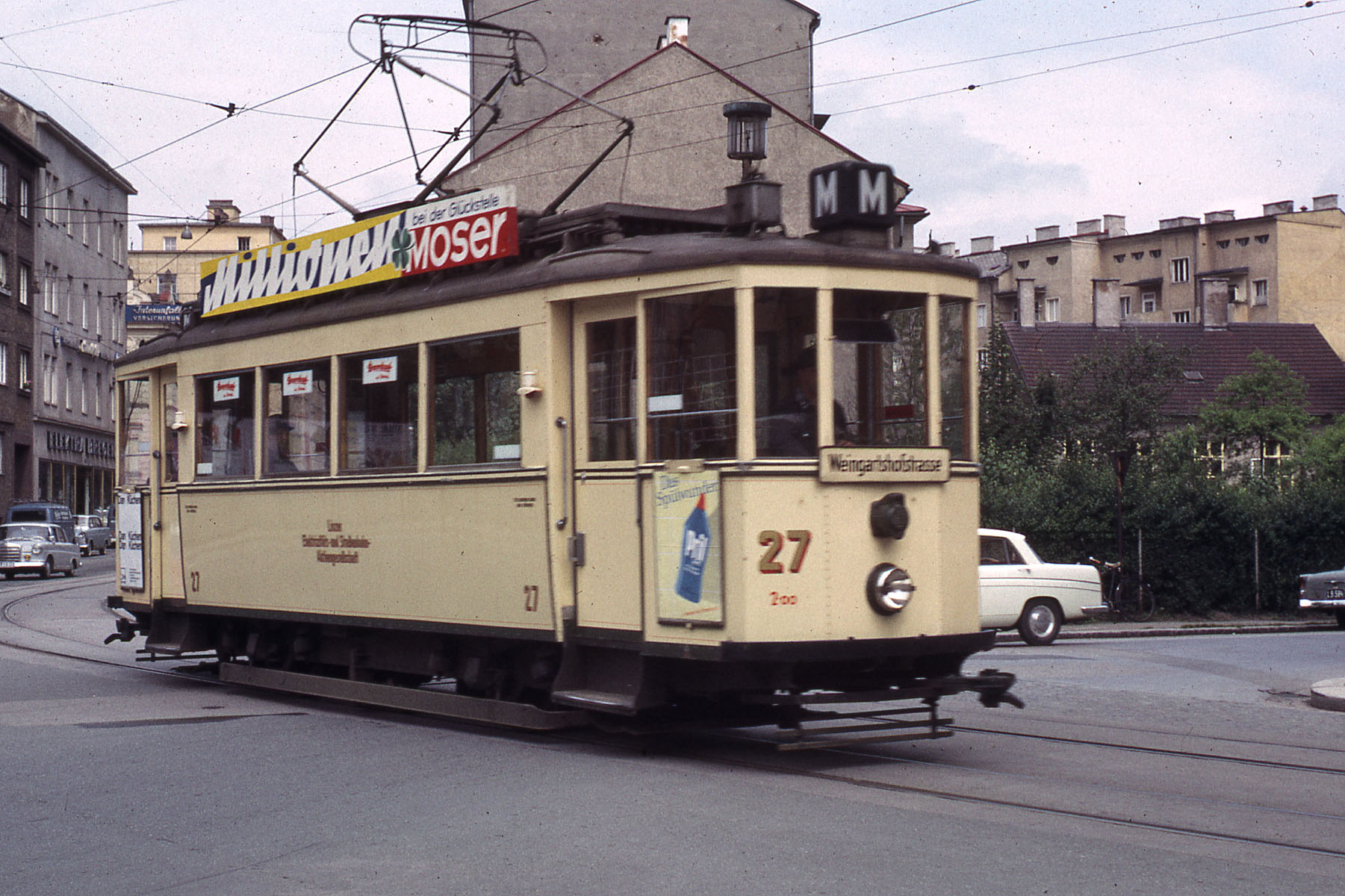
Solotriebwagen als Linie M unterwegs, 1965

Die ersten Liniensignale im heutigen Sinn wurden 1919 eingeführt.
Linie B (Bahnhofslinie)

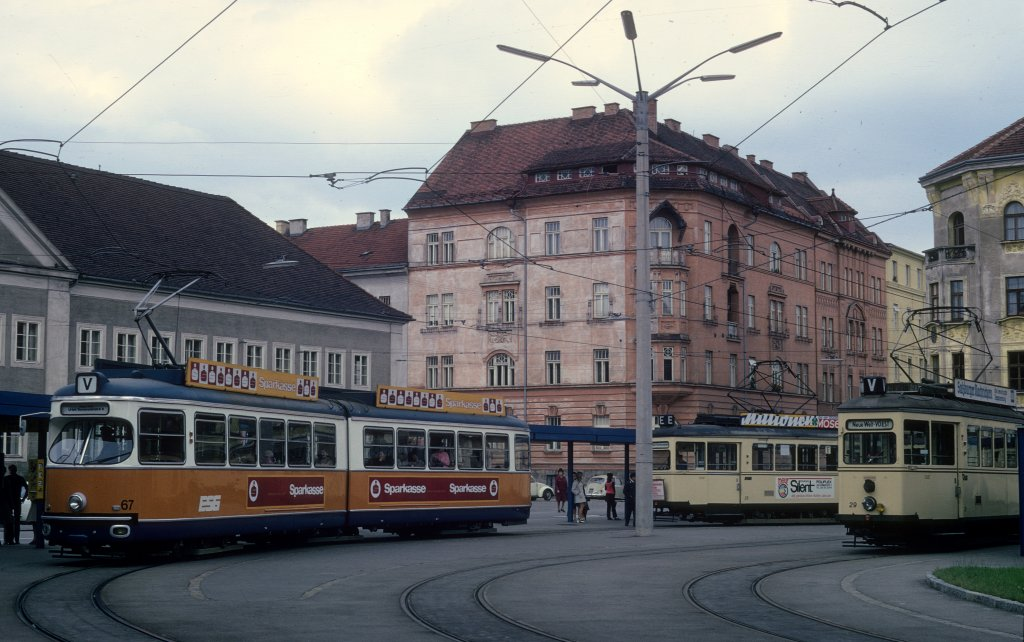
Züge der Linien E und V in der Schleife Sonnensteinstraße, 1971

- Bergbahnhof Urfahr–Hauptbahnhof Linz

Linie E (Ebelsberg)
- Bis 1929: Bergbahnhof Urfahr–Traunbrücke Kleinmünchen
- Ab 1929: Bergbahnhof Urfahr–Ebelsberg
- Ab 1969: Sonnensteinstraße–Ebelsberg
- Ab 1972:
  - mit Gelenktriebwagen:  Sonnensteinstraße–Spinnereistraße mit Anschluss an den Pendeltriebwagen Spinnereistraße–Ebelsberg.
  - HVZ-Verstärkerzüge mit Zweiachswagen: Sonnensteinstraße–Spinnereistraße–Ebelsberg.
- Ab 1973/74: Sonnensteinstraße–Spinnereistraße

Linie M (Mozartstraße)
- Bis 1919: Waldeggstraße–Weißenwolffstraße (beim Diakonissenkrankenhaus/Hyrtlstraße)
- Ab 1919: Waldeggstraße–Weißenwolffstraße (beim Prielmayerhof/Garnisonstraße)
- Ab 1932 bis 1968: Weingartshofstraße–Weißenwolffstraße

Neben der Linie E verkehrten auch einige kurz geführte Linien, teilweise als Verstärker nur in der Hauptverkehrszeit. Sie wurden nach ihrem südlichen Endpunkt V (Versorgungshaus, in der Nähe der heutigen Umkehrschleife In der Neuen Welt gelegen), H (Herz-Jesu-Kirche) oder K (Kleinmünchen) genannt.
Linie V (Versorgungshaus)
- Bis 1928: Blumauerplatz–Versorgungshaus
- Zwischen 1928 und 1937 scheint es keine Linie V gegeben zu haben.
- Ab 1937: Bergbahnhof Urfahr–Versorgungshaus
- Ab 1943: Bergbahnhof Urfahr–Neue Welt
- Ab 1969: Sonnensteinstraße–Neue Welt

Linie H (Herz-Jesu-Kirche)
- 1928 bis 1937(?): Blumauerplatz–Herz-Jesu-Kirche
- 1942 bis 1943: Bergbahnhof Urfahr–Herz-Jesu-Kirche

Linie K (Kleinmünchen)
- 1971 bis 1974: Sonnensteinstraße–Spinnereistraße

Diese kurzlebige Linie entsprach der Linie E, hatte aber keinen Anschluss nach Ebelsberg. Nach Verkürzung der Linie E (Wegfall des Anschlusses nach Ebelsberg) wurde das Liniensignal K überflüssig. Die Linie K wurde ausschließlich mit Gelenkwagen betrieben.

### Ziffernlinien ab 1974

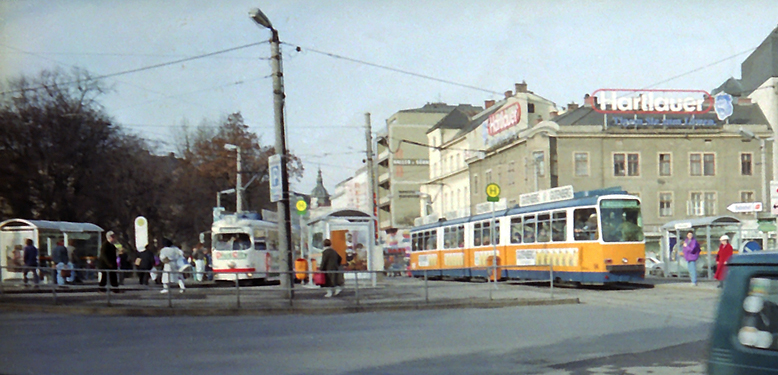
Straßenbahnen der Linien 3 (links) und 1 (rechts) am Blumauerplatz, 1992

1974 wurde das gesamte Liniensystem einschließlich Autobus- und Obuslinien auf ein einheitliches Ziffernsystem umgestellt. Straßenbahnlinien erhielten Nummern ab 1, Autobuslinien ab 10 und Obuslinien ab 40. Später kamen noch Schnellbuslinien mit Nummern ab 70 sowie Stadtteilbuslinien mit Nummern ab 100 dazu.
Linie 1 (ersetzte die Linie E)
- Ab 1974: Sonnensteinstraße–Spinnereistraße
- Ab 1977: Auhof–Spinnereistraße
- Ab 1985: Universität–Auwiesen

Linie 2
- 1974–1985: Dieses Liniensignal wurde zunächst für diverse Kurzführungen der Linie 1 verwendet, zum Beispiel Sonnensteinstraße–Neue Welt oder Sonnensteinstraße–Remise Kleinmünchen. Das Fahrtziel konnte dem Zielschild entnommen werden. Ab 1985 verwendete man für diese Kurzführungen eine durchgestrichene 1, das heißt, es handelte sich um eine sogenannte gestrichene Linie. Seit 2002 wurde das Signal 2 für die Verlängerung nach Ebelsberg verwendet.
- Ab 2002: Universität–Hillerstraße
- Ab 2005: Universität–solarCity

Linie 3 (ersetzte die Linie B)
- Ab 1974: Bergbahnhof Urfahr–Hauptbahnhof Linz
- Ab 2011: Landgutstraße–Doblerholz
- Ab 2016: Landgutstraße–Trauner Kreuzung

Linie 4
- Ab 2016: Landgutstraße–Schloss Traun

Kurzführungen und abweichende Strecken
Vor Einführung der Matrixanzeigen wurde für Kurzführungen und Einziehfahrten Liniensignale mit durchgestrichener Liniennummer verwendet. Seither zeigt ein dem Liniensignal hintangestellter Stern Kurzführungen. Für die gewöhnliche Strecke verlassende Fahrten wird dem Liniensignal ein Buchstabe angehängt. Heute werden folgende Signale verwendet:
- 1* für Kurzführungen zur Remise Kleinmünchen, Simonystraße, Sonnensteinstraße, Ferihumerstraße, St. Magdalena und Neue Welt (Einrückfahrten und Verstärkerfahrten in der Morgenspitze)
- 2* für Kurzführungen zur Hillerstraße, Remise Kleinmünchen, Simonystraße, Sonnensteinstraße, Ferihumerstraße, St. Magdalena und Neue Welt (Einrückfahrten und Verstärkerfahrten in der Morgenspitze)
- 3* für Kurzführungen zum Hauptbahnhof, Im Bäckerfeld und Doblerholz (an Sonn- und Feiertagen und Einrückfahrten)
- 3a für Einrückfahrten zur Remise Kleinmünchen, sowie in anderer Richtung zur Ferihumerstraße (Verstärkerfahrten morgens an Schultagen; ab Rudolfstraße gleiche Strecke wie Linie 1*)
- 4* für Kurzführungen zum Hauptbahnhof und Im Bäckerfeld (Einrückfahrten)
- 50* für Kurzführungen zur Bruckneruniversität und der als Bergbahnhof Talstation bezeichneten historischen Endstelle im alten Stationsgebäude an der Landgutstraße

Nachtlinien
- Linie N82: Universität–solarCity (seit Dezember 2016)

Die Linie N82 bedient in der Nacht die Strecke der Linie 2.
- Linie N84: Hauptbahnhof–Schloss Traun (seit Dezember 2016)

Die Linie N84 bedient in der Nacht die Strecke der Linie 4 ohne den Streckenteil Landgutstraße – Hauptbahnhof. Die Fahrpläne sind so gestaltet, dass am Hauptbahnhof ein Umstieg von der Linie N82 in die Linie N84 ohne Wartezeit möglich ist.
- Linie N1: Universität–Auwiesen (2009 bis Dezember 2016)

Die Linie N1 bediente in der Nacht die Strecke der Linie 1.

## Erweiterungsprojekte

### Verlängerung der Linie 2 zum Pichlinger See
Geplant ist eine Verlängerung der Linie 2 von der solarCity nach Pichling zum Westufer des Pichlinger Sees, wo sie eine Verbindung mit der ÖBB-Haltestelle Pichling und dem Pichlinger See herstellen soll. Bei der Umkehrschleife in der solarCity sind die entsprechenden Weichen für eine Verlängerung von Anfang an eingebaut worden. Geplant ist die Realisierung in zwei Etappen. Die erste Etappe soll den Linzer Südpark an das Straßenbahnnetz anbinden und dort auch eine Möglichkeit zum Wenden vorsehen. Die zweite Etappe soll dann die Verlängerung zum Badesee werden. Laut Aussage der Linz AG möchte man mit der Realisierung warten, bis der viergleisige Lückenschluss zwischen Kleinmünchen und Hauptbahnhof, der derzeit einen 30-Minuten-S-Bahn-Takt zwischen Linz und Sankt Valentin verhindert, erfolgt ist. Die Bauarbeiten an der Ostseite des Linzer Hauptbahnhofes wurden im Jahr 2018 abgeschlossen, der viergleisige Ausbau zwischen der Ostseite des Linzer Hauptbahnhofes und Linz Kleinmünchen wird voraussichtlich aber erst bis 2026 umgesetzt werden können.

### Verlängerung der Linie 4 nach Ansfelden
Mit Fertigstellung der Linie 4 zum Schloss Traun wurden ebenfalls bereits die aktuellen Planungen für die dritte Etappe nach Ansfelden präsentiert. So soll die Linie 4 vom Schloss Traun über den Hauptplatz Haid, weiter zu einem Nahverkehrsknoten Kremsdorf (mit ÖBB-Haltestelle entlang der Pyhrnbahn) bis hin zu einem neuen Endpunkt direkt bei Oberösterreichs zweitgrößtem Einkaufszentrum, dem Haid Center, führen. Ein präziser Zeitraum für die Realisierung dieser Erweiterung wurde bisher noch nicht genannt.

### Verlängerung der Linien 1 und 2 im Norden bis zum JKU Science Park
Bei Realisierung der Regionalstadtbahn Linz von Linz über Gallneukirchen nach Pregarten, soll im Bereich des JKU Science Park 4 ein Umstiegsknoten mit einer Park&Ride-Anlage errichtet werden. Es ist geplant, die Straßenbahnlinien 1 und 2 bis zu diesem Umstiegsknoten zu verlängern.

### Verlängerung der Linie 1 im Süden bis zum Franzosenhausweg
Das Projekt der Verlängerung der Linie 1 bis zum Bahnhof Linz-Wegscheid wurde Ende 2004 aufgrund von Schwierigkeiten bei der Trassenablöse und den daraus entstehenden Mehrkosten verworfen.
Im Jahr 2013 wurde eine südliche Verlängerung der Linie 1 wieder ins Auge gefasst. Gemäß dem Verkehrskonzept im örtlichen Entwicklungskonzept Linz Nr. 2 beabsichtigt die Stadt Linz die Straßenbahnlinie 1 vom derzeitigen Endpunkt in Auwiesen bis zu einer neuen Endhaltestelle am Franzosenhausweg inklusive der Errichtung einer P+R-Anlage zu verlängern.

### Verworfene Projekte
- Angedacht wurde unter anderem eine unterirdische Führung der Straßenbahn unter der Landstraße, in Form einer Verlängerung des bestehenden Tunnels unter dem Hauptbahnhof. Dem Vorteil der höheren Geschwindigkeit und der Vermeidung häufiger Schienenersatzverkehre bei Veranstaltungen stehen als Nachteil höhere Betriebskosten und längere Zugangswege entgegen. Auch hätte es Auswirkungen auf die Landstraße als Geschäftsstraße gegeben. Technisch war vor allem die Frage nach der Lage der nördlichen Rampe schwierig zu beantworten. Am Hauptplatz sind ein Bunker aus dem Zweiten Weltkrieg und die Tiefgarage im Weg. Da auch die Schmidtorstraße südlich des Hauptplatzes zu eng für eine Rampe ist, müsste die Straßenbahn somit in großer Tiefe unter der Hauptplatzgarage hindurchgeführt werden, was in Folge auch eine unterirdische Querung der Donau im Tunnel bedingt. Danach hätte sie auch noch den Hinsenkampplatz unterfahren und erst bei der Wildbergstraße wieder die Oberfläche erreichen können.

- Es wurde vorgeschlagen, auf der Strecke der Mühlkreisbahn bis Rottenegg eine Verlängerung der Linien 3 und/oder 4 als Stadt-Regio-Tram zu realisieren. Dies hätte einen Umbau der bisherigen Mühlkreisbahn zur Straßenbahn bedeutet, wobei dabei die Strecke von Rottenegg bis Aigen-Schlägl eingestellt worden wäre.[30] Diese Option wurde später zugunsten einer Anbindung der Mühlkreisbahn an den Hauptbahnhof über eine zu errichtende Stadtbahnstrecke verworfen.[31] Die so verlängerte Mühlkreisbahn soll als S6 in das oberösterreichische S-Bahn-Netz eingebunden werden.[32]

- Bis zum Jahr 2019 bestanden Planungen, eine neue Schienenachse (Neue Schienenachse Linz – NSL) östlich der bisherigen Stammstrecke zu errichten, die vom Bulgariplatz über die Lastenstraße, den Europaplatz, die Gruberstraße und über die neue Eisenbahnbrücke hätte verlaufen wollen. Dabei hätte die Straßenbahn im Bereich von der Grünen Mitte bis zur neuen Eisenbahnbrücke unterirdisch verlaufen sollen. Eine geplante Option war, auf der Neuen Schienenachse Linz zugleich eine Straßenbahnstrecke (900 Millimeter) und eine Normalspurstrecke zu errichten („Dreischienengleis“ oder „Vierschienengleis“), wobei die Normalspurstrecke vom Hauptbahnhof zur Gruberstraße in einem eigenen Tunnel hätte verlaufen sollen. Im Dezember 2019 wurde bekannt gegeben, dass die Stadt Linz auf den Bau der neuen Straßenbahnstrecke „verzichtet“ hätte; stattdessen soll eine Regionalstadtbahnstrecke in Normalspur errichtet werden,[31] die einen Teil des oberösterreichischen S-Bahn-Netzes werden soll. Diese Strecke soll vom Hauptbahnhof über die neue Eisenbahnbrücke zum neu zu errichtenden Nahverkehrsknoten Urfahr Ost verlaufen. Von dort soll ein Zweig den Anschluss an die Mühlkreisbahn bilden und der andere Zweig als  Regio-Tram über die JKU und Gallneukirchen bis Pregarten verlaufen.[28]